# Fronte italiano (1915-1918)
Il fronte italiano comprende l'insieme delle operazioni belliche combattute durante la prima guerra mondiale tra il Regno d'Italia e i suoi Alleati contro le armate di Austria-Ungheria e Germania nel settore delimitato dal confine con la Svizzera e dalle rive settentrionali del golfo di Venezia. Il conflitto è conosciuto in Italia anche con il nome di "guerra italo-austriaca", o "quarta guerra d'indipendenza". In tedesco è chiamato Italienfront ("fronte italiano"), Südwestfront ("fronte sud-occidentale") o  Gebirgskrieg ("Guerra di montagna").
Dopo aver stipulato un patto di alleanza con le potenze della Triplice intesa e aver abbandonato lo schieramento della Triplice alleanza, l'Italia dichiarò guerra all'Austria-Ungheria il 23 maggio 1915, iniziando le operazioni belliche il giorno dopo: il fronte di contatto tra i due eserciti si snodò nell'Italia nord-orientale, lungo le frontiere alpine e la regione del Carso. Nella prima fase del confronto le forze italiane, guidate dal capo di stato maggiore dell'esercito generale Luigi Cadorna, lanciarono una serie di massicce offensive frontali contro le difese austro-ungariche nella regione del fiume Isonzo, tenute dall'armata del generale Svetozar Borojević von Bojna, mentre operazioni di minor portata prendevano vita sui rilievi alpini e in particolare nella zona delle Dolomiti.
Il conflitto si trasformò ben presto in una sanguinosa guerra di trincea, simile a quella che si stava combattendo sul fronte occidentale: la lunga serie di battaglie sull'Isonzo non portò agli italiani che piccoli guadagni territoriali al prezzo di forti perdite tra le truppe, ben presto spossate e demoralizzate dall'andamento delle operazioni. Le forze austro-ungariche si limitarono a difendersi lanciando modesti contrattacchi, fatta eccezione per la massiccia offensiva sull'Altopiano di Asiago nel maggio-giugno 1916, bloccata dagli italiani, che contrattaccarono anche sul fronte isontino conquistando Gorizia in una sanguinosa battaglia.
La situazione subì un brusco cambiamento nell'ottobre 1917, quando l'offensiva degli austro-tedeschi nella zona di Caporetto portò a uno sfondamento delle difese italiane e a un repentino crollo di tutto il fronte: il Regio Esercito fu costretto a una lunga ritirata, lasciando in mano al nemico il Friuli e il Veneto settentrionale oltre a centinaia di migliaia di prigionieri. Le forze italiane riuscirono però a consolidare un nuovo fronte lungo il Piave,  bloccando l'offensiva degli Imperi centrali. Passate alla guida del generale Armando Diaz e rinforzate da truppe francesi, britanniche e statunitensi, dopo aver respinto un nuovo tentativo degli austro-ungarici di forzare la linea del Piave nel giugno 1918, le forze italiane e degli alleati passarono alla controffensiva alla fine dell'ottobre 1918: nel corso della cosiddetta battaglia di Vittorio Veneto le forze austro-ungariche furono messe in rotta, sfaldandosi nel corso della ritirata.
Il 3 novembre l'Impero austro-ungarico siglò l'armistizio di Villa Giusti che, entrato in vigore il 4 novembre, segnò la conclusione delle ostilità.

## Premesse

### La neutralità italiana

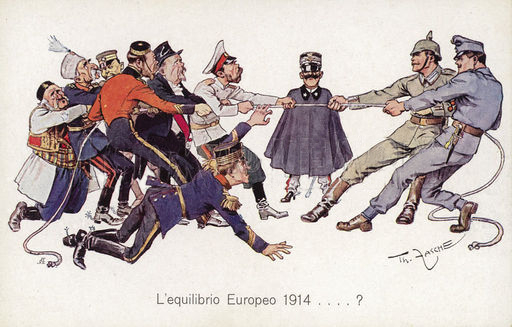
Vignetta satirica sulla neutralità italiana: Vittorio Emanuele (centro) assiste al tiro alla fune fra Imperi centrali e le nazioni dell'Intesa

Benché legati al Regno d'Italia fin dal 1882 nell'ambito della cosiddetta Triplice alleanza, dopo l'attentato di Sarajevo del 28 giugno 1914 l'Impero austro-ungarico e l'Impero tedesco decisero di tenere all'oscuro delle loro decisioni l'alleato, in considerazione del fatto che l'articolo 7 del trattato di alleanza prevedeva, in caso di attacco austro-ungarico alla Serbia, compensi territoriali per l'Italia. Il 24 luglio 1914 Antonino Paternò Castello, marchese di San Giuliano e ministro degli Esteri, prese visione dei particolari dell'ultimatum alla Serbia e protestò con foga presso l'ambasciatore tedesco a Roma, dichiarando che un'eventuale guerra austro-serba sarebbe derivata da un premeditato atto aggressivo di Vienna, e pertanto l'Italia non avrebbe avuto l'obbligo, dato il carattere difensivo della Triplice alleanza, di intervenire, anche nel caso in cui la Serbia fosse stata soccorsa dall'Impero russo.
La decisione ufficiale e definitiva della neutralità italiana fu presa dal governo del Presidente del Consiglio dei ministri Antonio Salandra il 2 agosto 1914, cinque giorni dopo la dichiarazione di guerra dell'Austria-Ungheria alla Serbia, e fu diramata il 3 mattina. La neutralità ottenne inizialmente consenso quasi unanime negli ambienti politici e nell'opinione pubblica italiana, tuttavia il brusco arresto dell'offensiva tedesca sulla Marna (5-12 settembre) suscitò i primi dubbi sull'invincibilità tedesca: movimenti interventisti andarono formandosi nell'autunno 1914, fino a raggiungere una consistenza non trascurabile appena pochi mesi dopo. Gli interventisti, in particolare, denunciavano l'incombente diminuzione della statura politica dell'Italia se il Paese fosse rimasto spettatore passivo; se i vincitori del conflitto fossero stati gli Imperi centrali, non avrebbero dimenticato né perdonato una nazione che, dal loro punto di vista, aveva tradito un'alleanza trentennale.
Peraltro, gli interventisti vedevano nella guerra l'occasione di vendicare tutte le sconfitte e le umiliazioni del passato e consentire così di completare l'unità d'Italia con l'annessione delle "terre irredente", che tra l'altro la Triplice intesa avrebbe assicurato all'Italia se si fosse schierata al suo fianco. Alla fine del 1914, deceduto Paternò, il nuovo ministro degli Esteri Sidney Sonnino iniziò le trattative con entrambe le parti per ottenere i maggiori compensi possibili: le richieste territoriali avanzate dagli italiani agli austro-ungarici, riguardanti la cessione del Trentino e del Friuli fino al fiume Isonzo e l'autonomia per la città di Trieste, furono interamente rigettate da Vienna, disposta solo a limitate rettifiche della frontiera. Mentre il Paese era scosso da manifestazioni degli interventisti e dei neutralisti, i delegati italiani negoziarono segretamente con la Triplice intesa, ottenendo promesse circa la cessione di ampi territori comprendenti l'intero Trentino-Alto Adige fino al passo del Brennero, Gorizia, Trieste, l'Istria e la Dalmazia settentrionale.
Il 26 aprile 1915 il governo italiano concluse le trattative segrete con l'Intesa mediante la firma del patto di Londra, con il quale l'Italia si impegnava a entrare in guerra entro un mese. Il 3 maggio successivo la Triplice alleanza fu denunciata e fu avviata la mobilitazione; il 23 maggio infine l'Italia dichiarò guerra all'Austria-Ungheria ma non alla Germania, con cui il Governo Salandra sperava di non guastare definitivamente i rapporti.

### La situazione del Regio Esercito

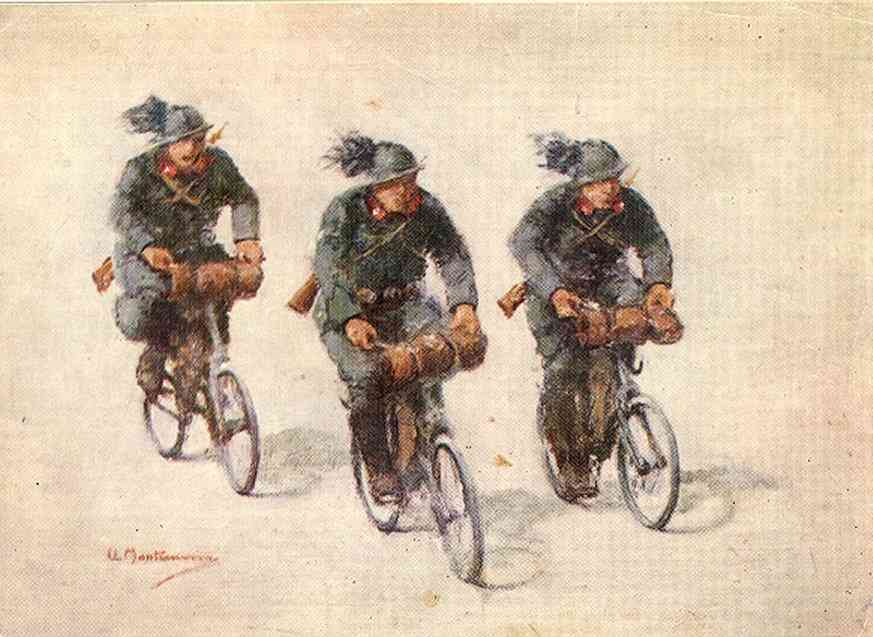
Cartolina dedicata ai bersaglieri ciclisti della prima guerra mondiale

Nel periodo tra l'estate 1910 e l'agosto 1914 il Regio Esercito italiano fu sottoposto a una vasta opera di riorganizzazione e ampliamento degli organici secondo i dettami dell'ordinamento Spingardi (dal nome del suo ideatore, il ministro della Guerra Paolo Spingardi). Il nuovo ordinamento, che prevedeva l'accrescimento dei reggimenti alpini, delle unità di artiglieria e cavalleria, portò la forza dell'esercito in tempo di pace da 240 000 a 270 000 unità. Allo scoppio del conflitto, compreso nel biennio 1914-1915, la forza dell'esercito si era stabilizzata intorno ai 275 000 uomini di cui 14 000 ufficiali, e in caso di mobilitazione era prospettato l'utilizzo del contingente annuo di leva di 1ª categoria delle 19 classi incorporate tra il 1896 e il 1914, che avrebbe fornito circa 1 335 000 uomini, a cui si sarebbero aggiunti circa 200 000 uomini della 2ª categoria, le cui classi dal 1909 avevano iniziato il periodo obbligatorio di istruzione militare. Con una circolare del 14 dicembre 1914, il comando del corpo di stato maggiore ordinò la creazione di 51 nuovi reggimenti di fanteria, che avrebbero dovuto unirsi ai 48 già esistenti. A fine agosto 1914, l'evoluzione politica e militare europea suggerì di anticipare i tempi mobilitando le truppe, avvicinandole ai confini e mettendo in movimento le unità di fanteria, seppur molte di esse fossero ancora in fase di approntamento. Il 4 maggio 1915 furono completati i provvedimenti necessari per portare l'esercito in ordine di battaglia: in quel momento erano sotto le armi 23 039 ufficiali, 852 217 militari di truppa e 9 163 civili. Il re Vittorio Emanuele III era nominalmente il comandante in capo, ma a esercitare il comando era il capo di stato maggiore generale Luigi Cadorna: il sovrano avrebbe svolto soprattutto un ruolo di mediatore tra questi e il governo. L'Italia entrò in guerra schierando quattro armate, divise in quattordici corpi d'armata per complessive trentacinque divisioni di fanteria, una di bersaglieri, quattro di cavalleria e 467 batterie di artiglieria da campagna con circa 2 000 tra cannoni e obici. Il 22 maggio ci fu un ulteriore passo nella mobilitazione che portò la forza in armi a 1 339 000 uomini, richiamando le classi dal 1894 al 1896.
Se per quanto riguarda gli uomini fu possibile raggiungere in tempi relativamente brevi gli organici previsti, ben più difficile fu rimediare alla mancanza di mitragliatrici: con le 618 armi tipo Maxim-Vickers mod. 1911 disponibili al momento dell'entrata in guerra fu possibile allestire solo 309 delle 612 sezioni previste; solo nel 1916, con l'acquisto di mitragliatrici dalla Francia e la produzione su larga scala della Fiat-Revelli Mod. 1914, la fanteria ebbe in dotazione armi automatiche a sufficienza. Allo scoppio delle ostilità, l'esercito italiano era ben lontano anche dal numero minimo di mitragliatrici richiesto per assegnare una sezione di due armi a ciascun battaglione di fanteria di linea, di granatieri, di bersaglieri e di alpini.
Altra fonte di preoccupazione era la consistenza delle dotazioni di pezzi d'artiglieria e armi leggere personali, intaccate in maniera considerevole per far fronte alle esigenze della precedente guerra italo-turca: se i fucili e i moschetti Carcano Mod. 91 erano sufficienti per armare l'esercito regolare (lasciando i vecchi Vetterli-Vitali Mod. 1870/87 alla Milizia Territoriale), più critica era la situazione delle artiglierie, in particolare di quelle di medio e grosso calibro in relazione non solo al numero di bocche da fuoco, ma anche delle scorte di munizioni e ai quadrupedi necessari alle batterie. Per ovviare temporaneamente alla mancanza di artiglieria, in attesa che la riconversione industriale desse i suoi frutti, l'esercito mise mano a tutti i pezzi disponibili, anche se antiquati, con provvedimenti atti a requisire le artiglierie dalle batterie costiere e dalle opere fortificate lontane dalla zona delle operazioni.

### Il piano strategico italiano
Il piano strategico stilato dal generale Cadorna s'incentrava su un'azione offensiva/difensiva per contenere gli austro-ungarici nel loro saliente, incentrato sulla città di Trento e sul fiume Adige, che si incuneava nell'Italia settentrionale, lungo il lago di Garda nella regione di Brescia e Verona. Lo scopo era concentrare invece lo sforzo offensivo verso est, dove gli italiani potevano contare a loro volta su un saliente che si proiettava verso l'Austria-Ungheria, poco a ovest del fiume Isonzo. L'obiettivo a breve termine dell'Alto Comando italiano era costituito dalla conquista della città di Gorizia, situata poco più a nord di Trieste, mentre quello a lungo termine, ben più ambizioso e di difficile attuazione, prevedeva di avanzare verso Vienna passando per Trieste.
Nei disegni del generale Cadorna, la guerra contro un nemico già indebolito dalle carneficine del fronte orientale si sarebbe dovuta concludere in breve, con l'esercito italiano vittorioso in marcia su Vienna. Sul fronte furono ammassati circa mezzo milione di uomini, a cui in un primo tempo gli austro-ungarici seppero contrapporre soltanto 80 000 soldati, in parte inquadrati in milizie territoriali, male armate e poco addestrate. Il fiume Isonzo avrebbe costituito quindi il fronte principale, quello che una volta sfondato avrebbe dovuto condurre a Trieste prima e a Vienna poi; Cadorna sognava manovre colossali di tipo napoleonico, con enormi attacchi lungo tutta la linea per dare letteralmente delle "spallate" al sistema nemico e arretrarlo metodicamente, portandolo infine al crollo.
Sul fronte delle Dolomiti gli italiani, fortemente carenti di artiglierie e mitragliatrici destinate soprattutto a est, avrebbero dovuto attaccare lungo due principali direttrici strategiche: fra le Dolomiti di Sesto e attraverso il Col di Lana. Queste azioni avrebbero dovuto portare a uno sfondamento in profondità sufficiente per raggiungere la val Pusteria con la sua importante ferrovia e il fondovalle, che portava da un lato verso il Brennero e dall'altro nel cuore dell'Austria. Nella parte meridionale del fronte dolomitico, invece, la priorità era l'occupazione della val di Fassa, da dove si sarebbero potute raggiungere Bolzano attraverso il passo di Costalunga, oppure anche Trento seguendo la valle dell'Avisio. Oltre a questi settori dove si puntava a penetrazioni strategiche, gli italiani attaccarono anche nel cuore del massiccio dolomitico, su creste, lungo canaloni e persino sulle cime, spesso in condizioni svantaggiose dato che gli austro-ungarici occupavano quasi sempre postazioni più elevate, in azioni che ebbero notevoli effetti sul morale delle truppe ma che non mutarono in alcun modo l'andamento bellico del conflitto.

### La situazione dell'Imperial regio esercito
La struttura dell'imperiale e regio esercito austro-ungarico, e il mosaico di istituzioni e diverse nazionalità che lo componevano, rendevano le forze armate asburgiche una struttura molto complicata. Il nucleo centrale delle forze di terra era costituito dall'imperiale e regio esercito, ovvero la kaiserliche und königliche Armee (k.u.k Armee); c'erano poi i due eserciti nazionali, previsti dal compromesso risalente al lontano 1867, l'esercito ungherese Honvéd e quello austriaco Landwehr: il primo era sotto il controllo di Budapest, capitale del regno d'Ungheria, l'altro sotto quello di Vienna. Vi era poi una moltitudine di milizie territoriali e altri corpi derivati da antiche istituzioni locali, composti principalmente da uomini provenienti dagli stessi territori e dalla stessa lingua madre.
I circa 450 000 uomini che costituivano l'organico permanente dell'esercito imperiale in tempo di pace furono in gran parte spazzati via nei primi mesi di guerra sul fronte orientale e su quello serbo, obbligando Vienna a fare affidamento interamente su coscritti mobilitati; questi soldati erano sostanzialmente "civili in uniforme", molto più sensibili alle correnti nazionaliste di quanto lo fossero i militari di professione. Circa il 25% della fanteria era composto da tedeschi, il 18% da ungheresi, il 13% da cechi e il restante 45% da un coacervo di una decina di etnie diverse, compresi membri di comunità nazionali in guerra con la stessa Austria-Ungheria, come serbi e italiani.
Nel maggio 1915, con tutte le annate di abili al servizio già sul fronte orientale, fu ordinata una mobilitazione generale che consentì di radunare quarantasette battaglioni di ragazzi tra i 15 e i 19 anni (richiamati periodicamente dal governo per le esercitazioni premilitari) e uomini di età compresa tra i 45 e i 70 anni, subito inviati di rincalzo alle poche truppe regolari. La maggior parte delle truppe regolari venne schierata sul fronte dell'Isonzo dove gli italiani avrebbero attaccato in forze, ma questo contingente poté ammontare a non più di tre divisioni, per un totale di ventiquattro battaglioni e un centinaio di cannoni, dato che il capo di stato maggiore tedesco Erich von Falkenhayn si rifiutò in un primo tempo di inviare le sette divisioni richieste dal suo omologo austro-ungarico, Franz Conrad von Hötzendorf. Il fronte del Trentino venne presidiato prevalentemente dalla gendarmeria tirolese e dagli Standschützen, milizie ausiliarie organizzate da secoli nei tradizionali circoli di tiro al bersaglio: avrebbero dovuto fungere da rincalzo, ma per la carenza di truppe regolari esse furono spesso incaricate di presidiare punti pericolosi del fronte, dove rimasero coinvolte in violenti combattimenti. Sempre sul fronte alpino furono schierati anche i Landesschützen e i Kaiserjäger, corpi formati da personale tirolese e in seguito anche austriaco e boemo, che però allo scoppio delle ostilità erano prevalentemente stanziati sul fronte orientale. In questo settore del fronte accorsero in aiuto i tedeschi, che il 26 maggio 1915 inviarono un nutrito contingente del Deutsche Alpenkorps, il quale diede un importante contributo agli austro-ungarici su tutto il fronte alpino fino al 15 ottobre, data in cui venne ritirato dal fronte italiano.
Allo scoppio della guerra il fronte alpino era presidiato solo da un velo di truppe, ma la lentezza della mobilitazione italiana consentì agli austro-ungarici di correre rapidamente ai ripari: se a metà maggio la frontiera con l'Italia era protetta solo da 25 000 uomini, il 24 maggio questa cifra era già salita a 50-70 000 uomini, divenuti 100 000 a fine mese, con l'arrivo di diverse divisioni richiamate dal fronte serbo. A metà giugno, quando iniziarono le "spallate" di Cadorna, lo schieramento austro-ungarico ammontava ormai a 200 000 uomini. Il comando supremo delle forze asburgiche schierate contro gli italiani fu affidato all'arciduca Eugenio, mentre a est il settore dell'Isonzo ricadde sotto la responsabilità del generale Svetozar Borojević von Bojna.

### Le fortificazioni sul confine italo-austriaco
Gli austro-ungarici avevano predisposto sin dagli ultimi decenni del XIX secolo diverse postazioni difensive al confine con l'Italia, nell'eventualità di una guerra. Il fronte del Tirolo era suddiviso in cinque sezioni dette Rayon, due delle quali comprendevano le Dolomiti, ma fin dall'inizio delle ostilità la linea del fronte non corrispose a quella del confine politico, giudicato indifendibile dal comando supremo austro-ungarico con le scarse forze disponibili allora.
Per contenere l'avanzata italiana, che si riteneva sarebbe stata rapida e decisiva, fu necessario accorciare il fronte, eliminandone per quanto possibile la sinuosità, attestandosi in difesa di zone più favorevoli e attorno alle fortificazioni già esistenti nei passaggi obbligati. Questo significava lasciare agli avversari ampie porzioni di territorio e gli italiani conquistarono così, senza combattimenti, la conca d'Ampezzo, il comune di Colle Santa Lucia e il basso Livinallongo, terre ladine i cui uomini erano arruolati nell'esercito imperiale. Gli austro-ungarici iniziarono la guerra sulla difensiva e vi rimasero per quasi tutta la durata del conflitto; le uniche azioni offensive non ebbero lo scopo di sfondamento, ma solo la conquista di posizioni più favorevoli.

## Il terreno di scontro

### Il fronte isontino

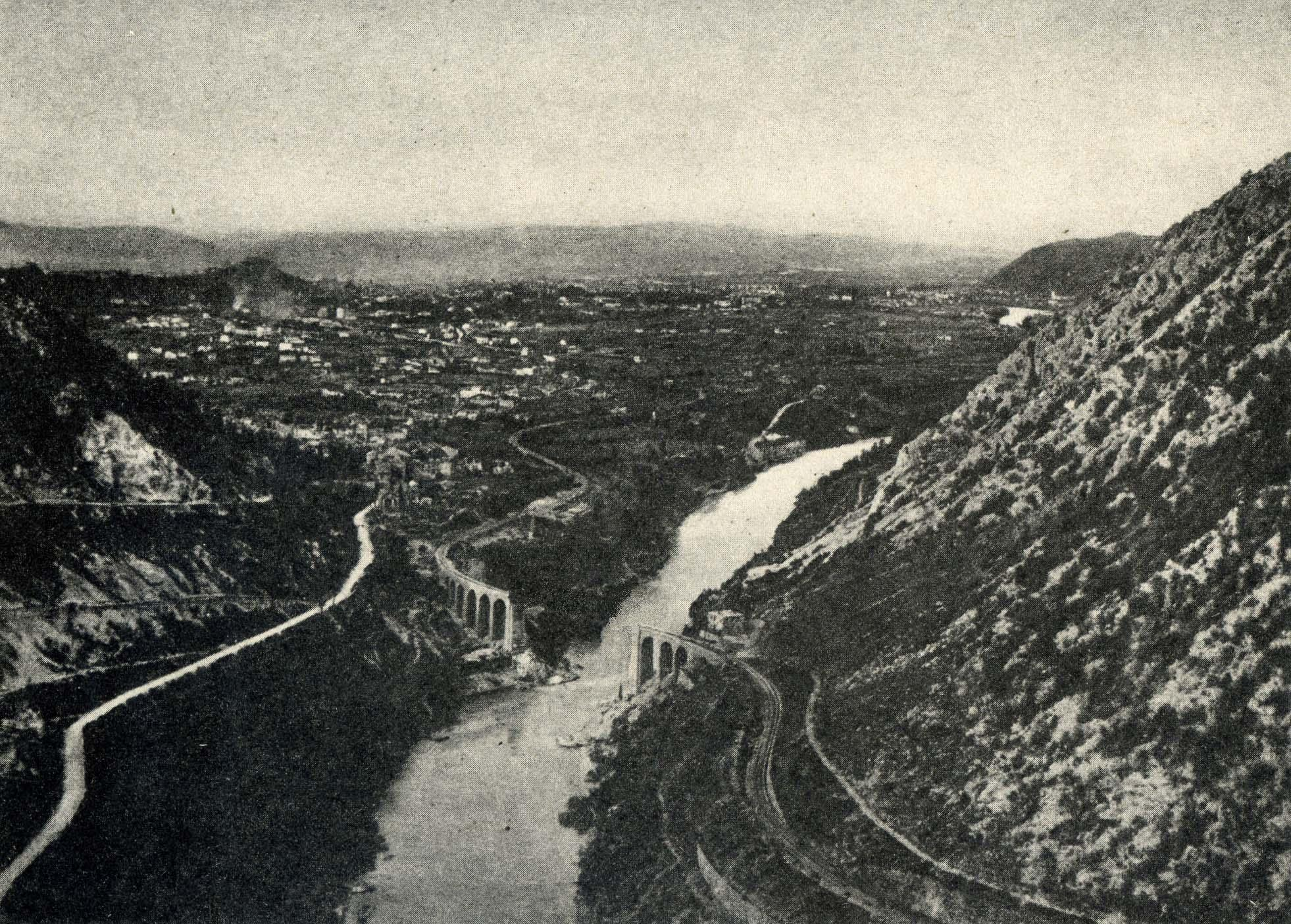
Il fiume Isonzo, con il distrutto ponte di Salcano e la città di Gorizia sullo sfondo

Le battaglie più dure e cruente dei primi anni di guerra avvennero sul fronte dell'Isonzo. Assai meno esteso di quello alpino, assunse fin dall'inizio grande importanza strategica nei piani italiani: sulle sue rive fu riversata la maggior parte delle risorse militari, nel tentativo di sfondare le difese austro-ungariche e aprirsi la strada verso il cuore dell'Austria mediante l'urto della 2ª Armata del generale Pietro Frugoni e della 3ª Armata del duca Emanuele Filiberto di Savoia-Aosta. Dalla conca di Plezzo al monte Sabotino, che domina le basse colline davanti a Gorizia, l'Isonzo scorre tra due ripidi versanti montani, costituendo un ostacolo quasi invalicabile; così, le linee trincerate dei due eserciti dovettero adattarsi all'orografia e alle caratteristiche del campo di battaglia.
Gli austro-ungarici, abbandonata la vallata di Caporetto, fronteggiarono i reparti italiani su una linea quasi ovunque dominante, che partiva dal monte Rombon, passava per il campo trincerato di Tolmino per poi collegare il ripido versante destro del fiume con quello sinistro, in corrispondenza con le trincee del monte Sabotino. Dal Sabotino le trincee austro-ungariche difendevano la città di Gorizia, fino a oltrepassare nuovamente l'Isonzo, per innestarsi sulle quattro cime del massiccio del San Michele e proseguire infine fino al mare lungo il primo ciglione del Carso, passando per San Martino del Carso, monte Sei Busi, Doberdò del Lago, i monti Debeli e Cosich.
Invasa già all'inizio del conflitto l'ampia area pedecarsica e occupate Gradisca d'Isonzo e Monfalcone, le truppe italiane si attestarono a poca distanza dalle posizioni austro-ungariche. Da una parte e dall'altra del fronte, l'ampio e complesso sistema logistico dei due eserciti occupava molto in profondità il territorio: monopolizzava le vie di comunicazione, occupava campi, boschi, città e paesi; s'impiantavano comandi, presidi militari, magazzini, depositi, ospedali e cannoni. Entrambi gli eserciti provvidero a evacuare la maggioranza dei civili dalle aree a ridosso della linea del fronte. Dalla parte austro-ungarica l'esodo riguardò in particolare Gorizia, l'Istria e le aree del Carso e del Collio, i cui abitanti vennero sfollati in grandi campi profughi. Nei territori occupati dall'esercito italiano furono internati per precauzione molti parroci e autorità austro-ungariche, mentre le popolazioni dei paesi prossimi alla zona delle operazioni furono trasferite in varie località del Regno, in particolare città e sperduti paesi dell'Italia meridionale.
L'altopiano del Carso era un pessimo luogo dove condurre una guerra di posizione: scavare trincee e camminamenti senza disporre di perforatrici meccaniche si rivelò quasi impossibile, visto che sotto un leggero strato di terriccio si trovava della dura roccia calcarea, e il terreno in generale non favoriva dei movimenti rapidi delle truppe. Le esplosioni dei proiettili di artiglieria scagliavano in lungo e largo frammenti di roccia che si sommavano all'effetto mortale degli shrapnel.

### Il fronte alpino

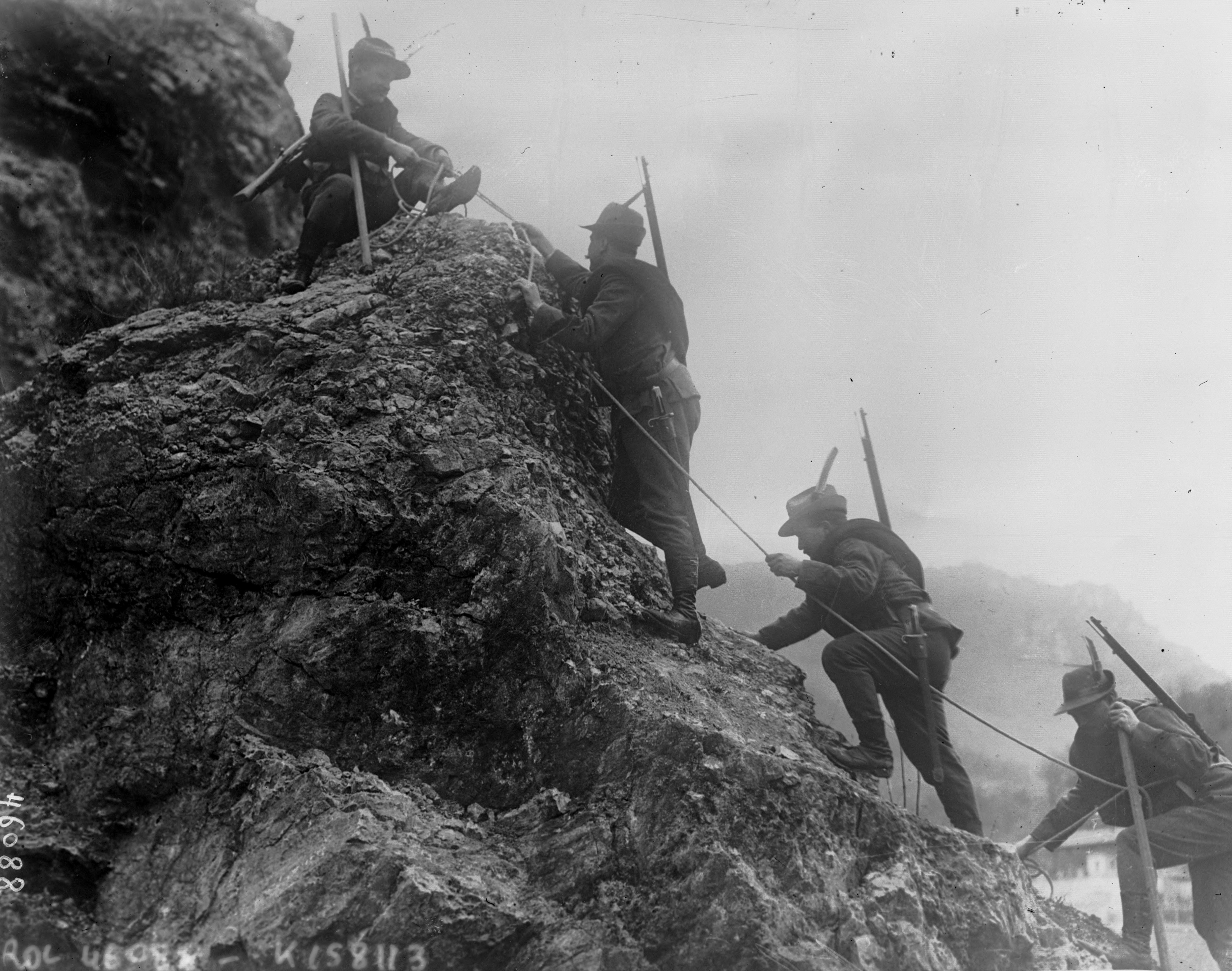
Il fronte di montagna impegnò per quasi tutta la durata del conflitto i soldati in una "guerra verticale", combattuta tra le cime delle montagne. In questa foto alcuni alpini in cordata.

Nel maggio 1915 la frontiera tra Italia e Impero austro-ungarico correva lungo la linea stabilita nel 1866, al termine della terza guerra d'indipendenza italiana e dell'annessione del Veneto: era un confine prevalentemente montuoso, che nella sua parte occidentale corrispondeva quasi ovunque con l'attuale limite amministrativo della regione Trentino-Alto Adige. Il punto più basso, appena 65 m s.l.m., era in corrispondenza del Lago di Garda presso Riva, ma a ovest di questa linea si sfioravano i 4000 metri di quota nel gruppo Ortles-Cevedale. A est le quote erano più basse; la Marmolada raggiunge la ragguardevole quota di 3342 metri, ma - oltre la zona degli altopiani e la lunga catena del Lagorai - la particolare morfologia delle Dolomiti, priva di lunghe creste continue, imponeva al confine un andamento assai irregolare e con forti e frequenti dislivelli.

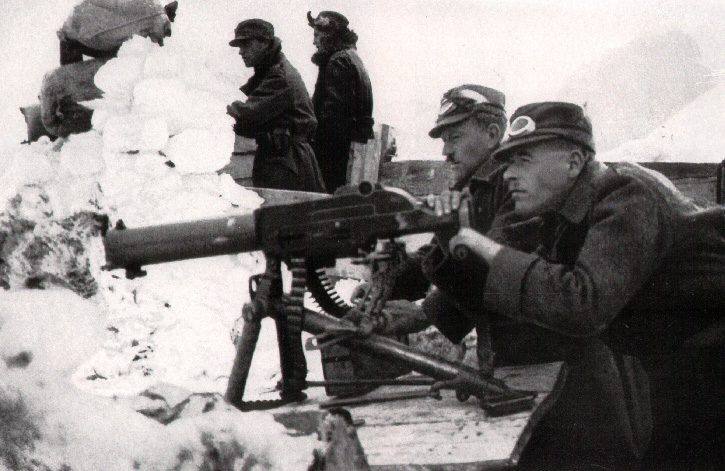
Le truppe austro-ungariche si trovarono per tutto il periodo dei combattimenti in una posizione sopraelevata e di vantaggio nei confronti del nemico. In questa foto mitraglieri con una Schwarzlose sul fronte alpino.

Proseguendo verso ovest, il confine correva lungo la catena delle Alpi Carniche, per poi incontrare le Dolomiti al Passo di Monte Croce di Comelico e quindi innalzarsi subito in grandi montagne: Croda Rossa di Sesto, Cima Undici, monte Popera, Croda dei Toni fino a toccare le Tre Cime di Lavaredo, dove il confine si abbassava, attraversava la val Rimbon e con un giro contorto lasciava in territorio italiano gran parte di Monte Piana. Sceso a Carbonin, risaliva fino alla cima di Monte Cristallo per poi ridiscendere nella valle dell'Ansiei, lasciando il Passo Tre Croci all'Austria; attraverso le creste del Sorapis raggiungeva il fondovalle di Ampezzo, a sud di Cortina.
Attraverso il Becco di Mezdì e la Croda da Lago il confine, seguendo il passo di Giau, puntava decisamente verso sud fino ad arrivare ai piedi della Marmolada, per poi proseguire verso il passo San Pellegrino e lungo la catena del Lagorai - ormai fuori dall'ambiente dolomitico - fino a giungere alla valle dell'Adige passando per il monte Ortigara, l'altopiano dei Sette Comuni e il Pasubio. Il confine quindi toccava la punta nord del lago di Garda da cui riprendeva la sua corsa verso nord lungo l'odierno confine amministrativo, toccando il monte Adamello, il passo del Tonale e proseguendo fino al massiccio dell'Ortles-Cevedale al confine con la Svizzera.
Il terreno roccioso e verticale, le avversità climatiche e le quote determinarono grandemente il modo di condurre le azioni e di programmare le strategie in entrambi gli eserciti. Fin dall'inizio del conflitto, i contendenti furono impegnati in una sfida per occupare le posizioni sopraelevate, in una sorta di "gioco" che in breve li portò fino alle cime delle montagne. Camminamenti oggi impegnativi con il bel tempo e con un equipaggiamento leggero erano normalmente percorsi di notte, con carichi pesantissimi e in ogni condizione atmosferica. Migliaia di soldati dovettero abituarsi a un ambiente difficile, con condizioni molto rigide quali: venti fortissimi, temporali, fulmini, temperature invernali sotto zero, scariche di pietre e valanghe. La neve in particolare limitava i movimenti, lasciando interi presidi del tutto isolati e aggravando la fame patita dai soldati: alla ricerca di cibo, uscivano dalle baracche per raggiungere la base più vicina, traversando i ripidi e mortali pendii. In base ad alcune stime si valuta che sul fronte alpino, per entrambi gli schieramenti, circa 2/3 dei morti furono vittime degli elementi e solo 1/3 di azioni militari dirette; tuttavia, i primi spesso risultano ignorati e non conteggiati tra i caduti di guerra.

## Si aprono le ostilità

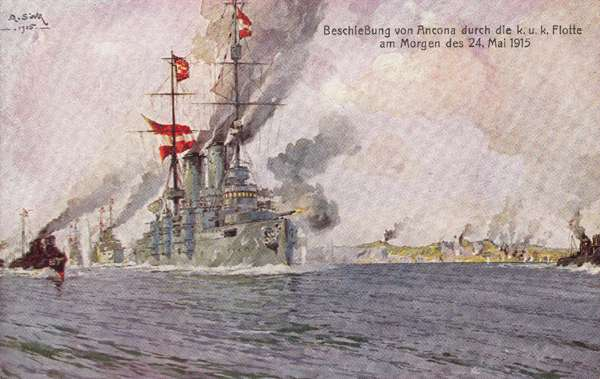
Il bombardamento navale di Ancona in una cartolina propagandistica austriaca

All'alba del 24 maggio 1915 le prime avanguardie del Regio Esercito avanzarono verso la frontiera, varcando quasi ovunque il confine e occupando le prime postazioni al fronte. All'inizio, la mobilitazione italiana avvenne con lentezza a causa della difficoltà di muovere contemporaneamente più di mezzo milione di uomini con armi e servizi. Vennero sparate le prime salve di cannone contro le postazioni austro-ungariche asserragliate a Cervignano del Friuli (il primo colpo di cannone partì da Forte Verena, sull'altopiano di Asiago, verso le fortezze austro-ungariche situate sulla Piana di Vezzena) che, poche ore più tardi, divenne la prima città conquistata; lo stesso 24 maggio cadde il primo soldato italiano, Riccardo Giusto.
All'alba dello stesso giorno la flotta austro-ungarica bombardò i porti e le principali infrastrutture delle città di Ancona, Barletta, Manfredonia, Senigallia, Potenza Picena e Rimini senza causare gravi danni, eccetto che ad Ancona; la Regia Marina si oppose efficacemente solo al largo di Porto Bruno, costringendo la forza nemica a ritirarsi anzitempo. Ai primi fanti del Regio Esercito che varcarono il confine è dedicata la prima strofa de La canzone del Piave.
Nei primi giorni di guerra Cadorna progettò un attacco su tutta la linea del fronte, ma, con solo due dei diciassette corpi d'armata che componevano le sue forze a pieno organico e pronti a muovere, l'azione si sviluppò con estrema lentezza, dando modo agli austro-ungarici di correre ai ripari. La situazione per gli italiani era inoltre aggravata dall'inesperienza dei reparti e da un insufficiente servizio di spionaggio che portò a sovrastimare notevolmente le forze nemiche che avevano davanti. Sul fronte delle Dolomiti la 4ª Armata italiana occupò Cortina il 29 maggio, cinque giorni dopo che gli austro-ungarici l'avevano abbandonata, e poi rimase sulle sue posizioni fino al 3 giugno seguente: l'armata disponeva di una sola batteria di artiglieria pesante e mancava di ogni altro mezzo per poter forzare i reticolati di filo spinato disposti dai difensori; più a ovest, la 1ª Armata occupò alcune posizioni nel Trentino meridionale prima di essere bloccata dalle forti difese austro-ungariche.
Sul fronte del basso Isonzo le avanguardie italiane si mossero a rilento, consentendo agli austro-ungarici di far saltare i ponti principali. Monfalcone fu occupata dalla 3ª Armata il 9 giugno, ma i difensori si attestarono sul vicino monte Cosich che, benché alto solo 112 metri, consentiva di dominare la pianura sottostante. La 2ª Armata avanzò con facilità nell'alta valle dell'Isonzo, prendendo Caporetto il 25 maggio e stabilendo una testa di ponte sulla sponda orientale; tuttavia, a causa di incomprensioni tra i comandi e ritardi nello spiegamento delle truppe, gli italiani fallirono nella corsa per occupare prima degli austro-ungarici le strategiche posizioni del monte Mrzli e del Monte Nero che difendevano l'accesso a Tolmino: una serie di attacchi contro il Mrzli tra il 1º e il 4 giugno non portarono a niente, ma il 16 giugno un contingente di alpini riuscì a scalare di notte il Monte Nero conquistandone la vetta con un attacco all'alba. Più a sud gli italiani presero Plava, a metà strada tra Tolmino e Gorizia, ma gli austro-ungarici costituirono una testa di ponte a ovest dell'Isonzo, ancorata sulle due vette del monte Sabotino a nord e del Podgora a sud, bloccando l'accesso alla stessa Gorizia; gli scontri andarono poi diradandosi durante la seconda settimana di giugno.

### Le prime spallate sull'Isonzo

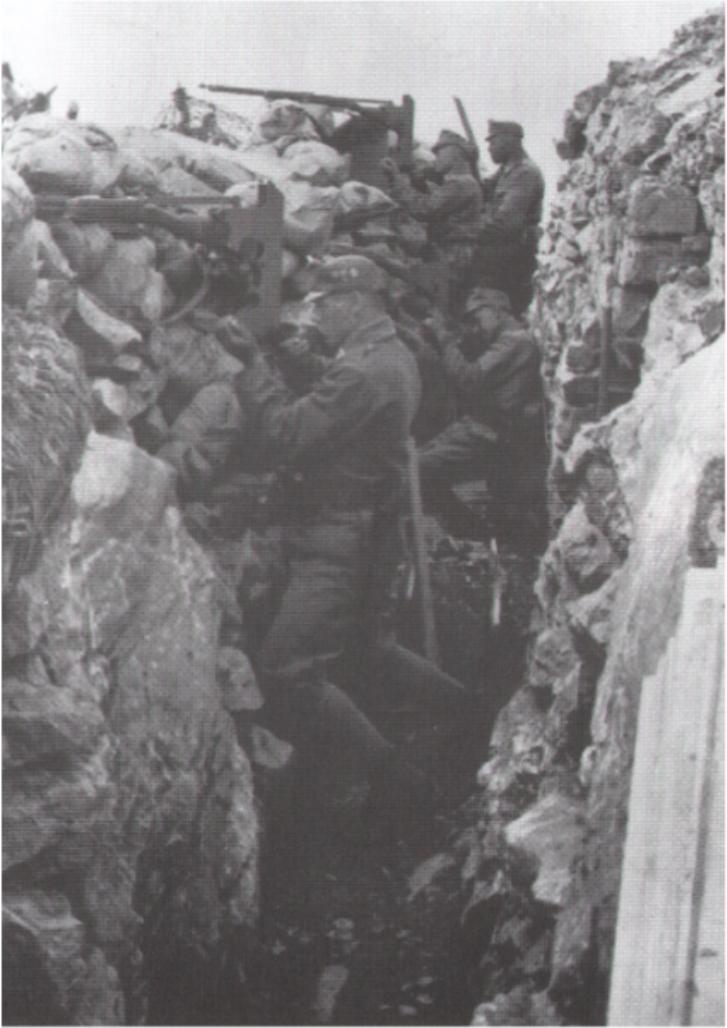
Fanti austro-ungarici sul fronte del Carso utilizzano improvvisati congegni di tiro: un fucile Steyr-Mannlicher M1895 montato insieme a un periscopio

Solo alla fine di giugno la mobilitazione italiana poté dirsi completata e l'esercito pronto a muoversi, con circa un milione di uomini ammassati tra Friuli e Veneto. Il 23 giugno Cadorna scatenò la prima delle sue "spallate" contro il fronte nemico lungo l'Isonzo, proseguita poi fino al 7 luglio: davanti Plava gli italiani attaccarono per otto volte il picco dominante di Quota 383 senza ottenere praticamente alcun risultato, mentre un assalto il 1º luglio contro il Mrzli naufragò lungo i declivi con pendenza del 40% resi fangosi da improvvisi temporali estivi; sul Carso, dopo violenti combattimenti, la prima linea austro-ungarica cedette sotto i colpi dell'artiglieria italiana nei pressi di quota 89 di Redipuglia e sopra Sagrado, consentendo agli attaccanti di portarsi sotto i picchi del monte San Michele e del monte Sei Busi che finirono con il rappresentare un saliente saldamente tenuto dagli austro-ungarici. In generale l'attacco italiano non approdò a niente: benché le difese austro-ungariche fossero ancora relativamente improvvisate a causa della difficoltà di scavare trincee sul terreno del Carso, gli italiani dimostrarono notevoli difficoltà a superare gli sbarramenti di filo spinato protetti dalle mitragliatrici.
Dopo aver ammassato un maggior quantitativo di artiglieria, Cadorna tentò una nuova offensiva il 18 luglio: l'azione si concentrò sul San Michele, e gli attacchi costrinsero gli austro-ungarici ad arretrare le loro trincee di alcune centinaia di metri sull'altipiano di Doberdò del Lago e davanti al villaggio di San Martino del Carso; sui due lati del saliente, invece, gli attacchi italiani contro il monte Cosich a sud e contro il Podgora e il Sabotino a nord davanti Gorizia non portarono che a forti perdite e guadagni territoriali insignificanti. Sull'alto Isonzo la 2ª Armata iniziò una serie di assalti nel settore Monte Nero-Mrzli nel tentativo di distrarre gli austro-ungarici dal San Michele, ma il poco terreno guadagnato fu in gran parte perduto in contrattacchi dei difensori. Le batterie italiane iniziarono presto a scarseggiare di munizioni e questo indusse Cadorna a sospendere gli attacchi per il 3 agosto, facendo della seconda battaglia dell'Isonzo il primo bagno di sangue su larga scala del fronte: gli italiani riportarono 42 000 tra morti e feriti, perdite causate da obsolete tattiche che imponevano l'attacco frontale con le truppe ammassate in dense formazioni (numerose furono, in particolare, le vittime tra gli ufficiali inferiori, che si ostinavano a guidare le truppe in prima linea spada alla mano) e anche dallo scarso coordinamento tra artiglieria e fanteria. La battaglia fu peraltro l'unica che registrò perdite superiori in campo austro-ungarico, ammontanti a 47 000 tra morti e feriti, a causa delle difese abbozzate (le prime linee erano ben fortificate ma le retrovie erano carenti di rifugi protetti, risultando molto vulnerabili al fuoco d'artiglieria) e dell'ostinazione di Borojević a mantenere il possesso di qualunque lembo di terreno.

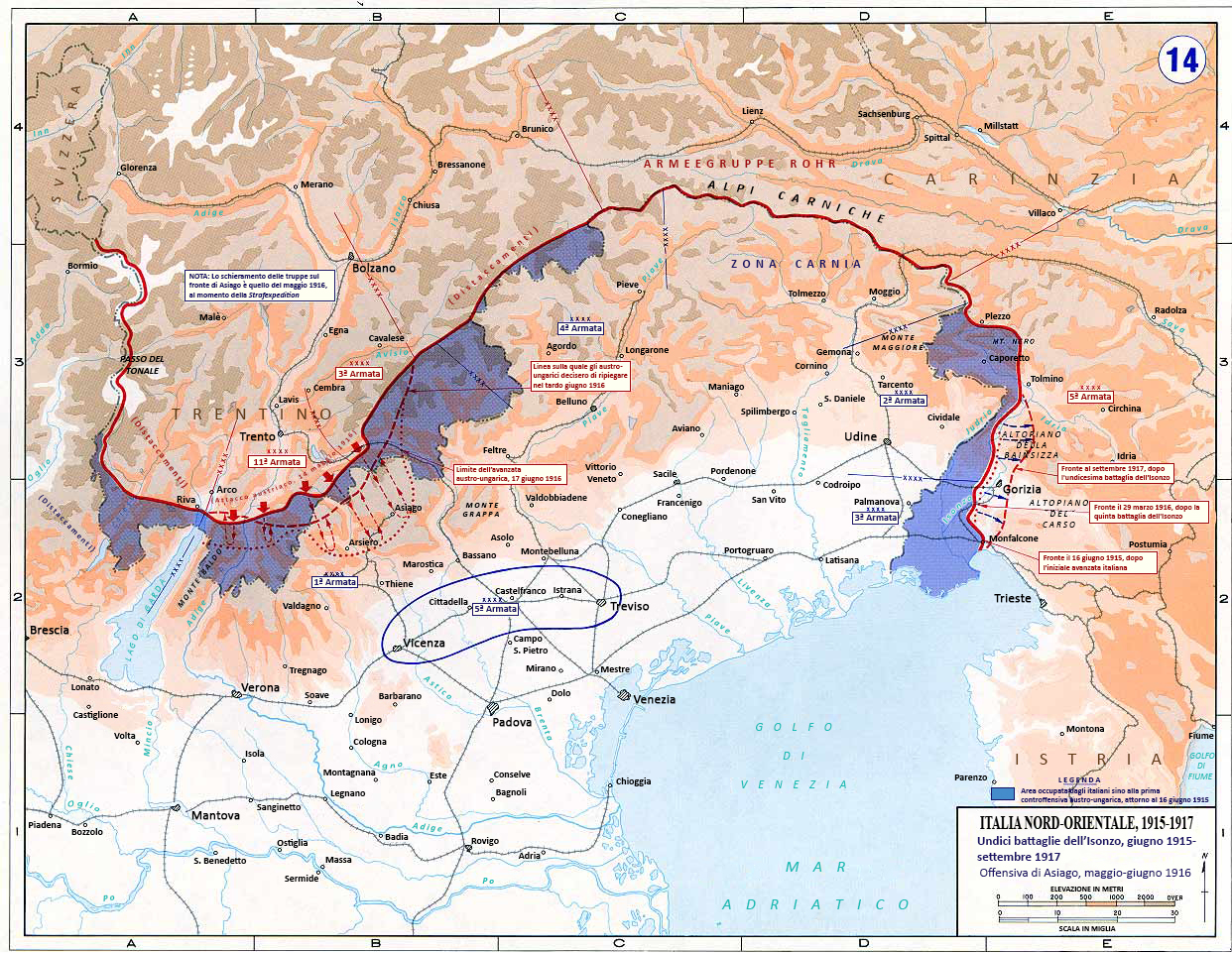
Operazioni sul fronte italiano tra il giugno 1915 e il settembre 1917

Cadorna passò due mesi ad ammassare altra artiglieria e a ricostruire le sue riserve di munizioni in vista di un nuovo assalto. Gli Alleati facevano pressioni perché l'offensiva fosse lanciata al più presto, onde alleggerire la pressione sulla Serbia sotto attacco austro-tedesco da nord, bulgaro da est e prossima al crollo. Cadorna diede il via alle operazioni il 18 ottobre: nonostante il pesante fuoco d'appoggio di 1 300 cannoni protrattosi per tre interi giorni, gli assalti della fanteria sferrati a partire dal 21 ottobre dal Mrzli al San Michele, passando per il Sabotino e il Podgora, non portarono che a pochi guadagni, in gran parte persi nei contrattacchi degli austro-ungarici, che avevano ben sfruttato il periodo di tregua allestendo una linea difensiva basata su tre ordini di trincee. Il maltempo imperversò per tutta la durata della battaglia, spingendo il comando italiano a terminare l'azione il 4 novembre dopo nuovi e infruttuosi assalti al San Michele. Nonostante le 67 000 perdite riportate dagli italiani, tra morti e feriti, Cadorna si convinse che i reparti di Borojević fossero sul punto di crollare e, dopo appena una settimana di pausa, il 10 novembre scatenò la quarta battaglia dell'Isonzo. Sotto una pioggia battente che dal 16 novembre si trasformò in neve, gli italiani assalirono le stesse posizioni: riuscirono a occupare solo esigue strisce a un alto costo. Il 5 dicembre ogni azione cessò.
Alla fine del 1915 lungo l'Isonzo l'esercito italiano registrò circa 235 000 perdite tra morti, feriti, ammalati, prigionieri e dispersi, mentre gli austro-ungarici, pur difendendosi quasi esclusivamente, subirono oltre 150 000 perdite. Gli austro-ungarici iniziarono a preoccuparsi dell'assottigliamento degli effettivi, ma il sistema difensivo resse bene l'urto dei fanti italiani, che ancora una volta vedevano vanificati i loro sforzi; nessuno degli obiettivi prefissi dal comando supremo era stato raggiunto e ormai la stagione avanzata consigliava la sospensione delle operazioni in grande stile, anche perché, viste le perdite, entrambi gli schieramenti non potevano permettersi di continuare una lotta all'ultimo uomo.

### Le operazioni alpine

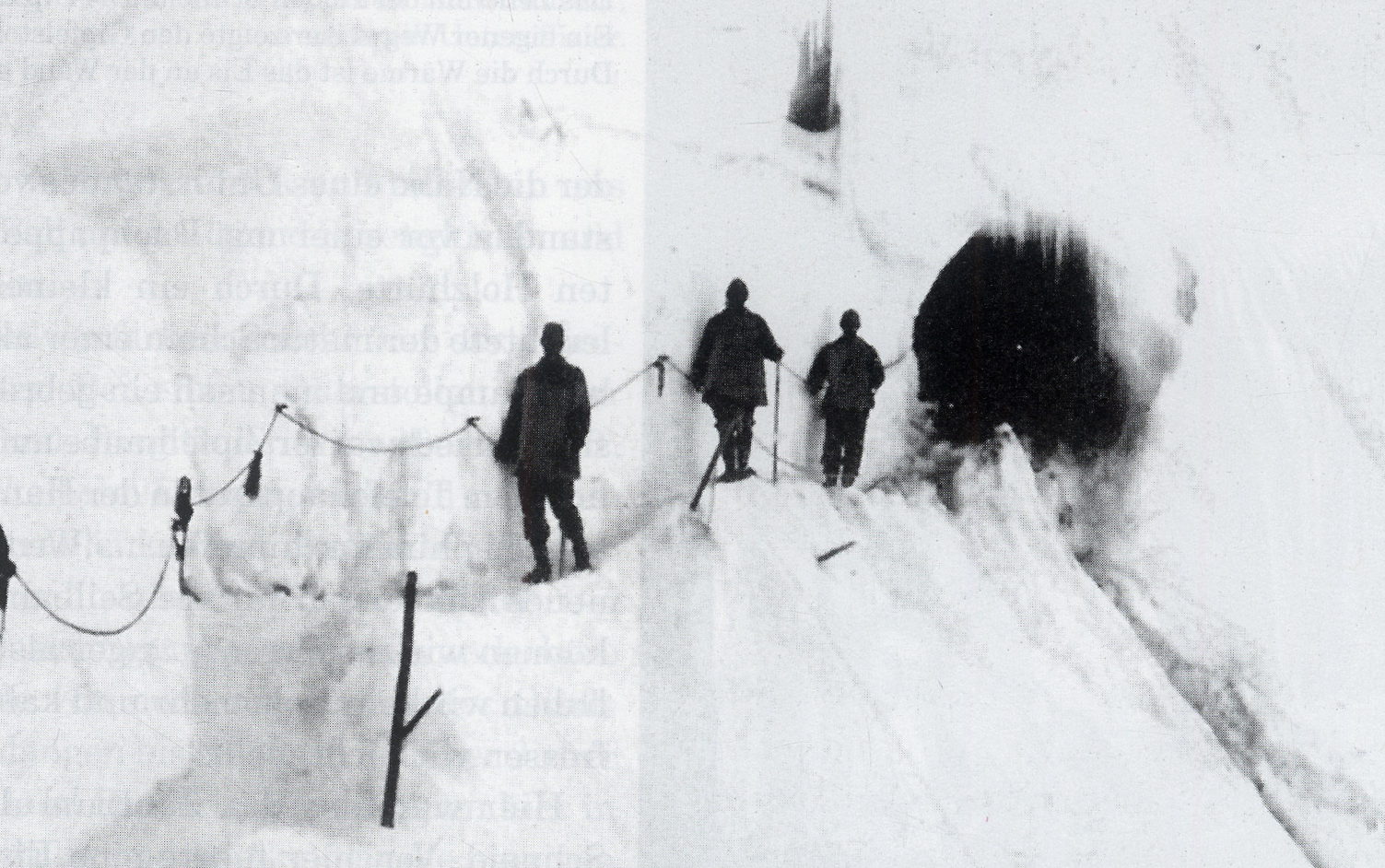
Entrata di un tunnel austriaco scavato nella neve del Monte Cristallo - Hohe Schneide, a sud del passo dello Stelvio, 1917

Parallelamente alle offensive portate nei primi mesi di guerra dalla 2ª e 3ª Armata sul fronte isontino, il tenente generale Luigi Nava, al comando della 4ª Armata italiana, il 3 giugno diede l'ordine di avanzata generale lungo tutto il settore dolomitico, dando il via a una serie di piccole offensive in vari punti del fronte, svoltesi tra fine maggio e inizio giugno. L'8 giugno gli italiani attaccarono nell'alto Cadore, sul Col di Lana, nel tentativo di tagliare una delle principali vie di rifornimento austro-ungariche al Trentino attraverso la Val Pusteria. Questo teatro di operazioni fu secondario rispetto alla spinta a est, tuttavia ebbe il merito di bloccare, in seguito, vari contingenti austro-ungarici; la zona di operazioni si avvicinava, infatti, più di ogni altra a vie di comunicazione strategiche per l'approvvigionamento del fronte tirolese e trentino.
Tra il 15 e il 16 giugno partì la prima offensiva verso il Lagazuoi e le zone limitrofe, in un attacco teso a catturare il Sasso di Stria, sulla cui cima era stato installato un osservatorio di artiglieria austriaco. Poco più a nord, tra giugno e luglio, gli italiani lanciarono i primi attacchi sulle Tofane e verso la val Travenanzes, dove dopo un'iniziale avanzata il 22 luglio furono ricacciati su posizioni sfavorevoli da un contrattacco austro-ungarico. Dopo aver occupato Cortina e passo Tre Croci il 28 maggio, gli italiani si trovarono dinnanzi a tre ostacoli che impedivano di entrare a Dobbiaco e in Val Pusteria: il Son Pouses, il Monte Cristallo e il Monte Piana. In giugno si sviluppò un attacco contemporaneo ai tre capisaldi che non ottenne risultati di rilievo. Entrambi gli schieramenti furono invece costretti a trincerarsi su posizioni che, in pratica, non sarebbero mai cambiate fino al 1917.
Più a est, altri settori furono testimoni dei primi scontri tra italiani e austro-ungarici: il 25 maggio fu bombardato dagli italiani il rifugio Tre Cime alla base delle Tre Cime di Lavaredo, anche se il primo vero attacco italiano si verificò solo in agosto. L'8 giugno la 96ª Compagnia del Battaglione alpino "Pieve di Cadore" e la 268ª Compagnia del "Val Piave" occuparono il passo Fiscalino, tra luglio e agosto furono prese la cima di monte Popera, la cresta Zsigmondy, e Cima Undici in quanto non erano presidiate, invece più a est per tutta l'estate si susseguirono i tentativi italiani di sfondamento del passo Monte Croce di Comelico, che ben presto però si trasformarono in una guerra di posizione che durò fino al 1917.

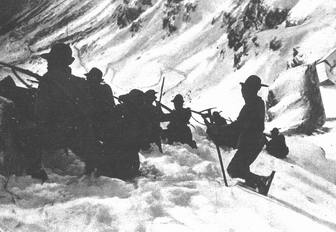
Alpini in posizione di tiro sull'Adamello

A ovest del settore alpino, dalla fine di maggio 1915 all'inizio di novembre 1917, il possesso del massiccio della Marmolada costituì un elemento strategico particolarmente importante, perché controllava la strada alla val di Fassa e alla val Badia e quindi al Tirolo, divenendo subito uno dei punti più caldi del fronte alpino occidentale.
Altro settore considerato fondamentale dagli italiani era il passo del Tonale, su cui già prima della guerra furono costruiti alcuni settori fortificati, in previsione di una guerra tipicamente difensiva. Le disposizioni del Comando Supremo stabilivano infatti che sul fronte Trentino fossero effettuate, ove necessario, solo piccole azioni offensive al fine di occupare posizioni più facilmente difendibili, che consentissero alle truppe italiane di attestarsi in luoghi più facilmente accessibili e rifornibili.
Allo scoppio delle ostilità, i comandi militari italiani si resero conto che la presenza degli austro-ungarici sulle creste dei Monticelli e del Castellaccio-Lagoscuro rappresentava una seria minaccia per la prima linea sul Tonale, fu così decisa un'azione per scacciarli. La prima operazione di guerra sui ghiacciai fu affidata al Battaglione alpini "Morbegno" ed ebbe luogo il 9 giugno 1915 per concludersi con una tremenda sconfitta. Gli alpini, nel tentativo di occupare la Conca Presena e cogliere gli austro-ungarici di sorpresa, effettuarono una vera e propria impresa alpinistica risalendo la Val Narcanello, il ghiacciaio del Pisgana e attraversando la parte alta di Conca Mandrone; giunti al Passo Maroccaro e iniziata la discesa in Conca Presena, furono avvistati dagli osservatori austriaci e sottoposti, sul candore del ghiacciaio, al preciso tiro della fanteria imperiale che, pur essendo in numero assai inferiore, seppe contrastare l'attacco in modo assai abile e li costrinse alla ritirata, lasciando sul campo 52 morti.
Un mese dopo, il 5 luglio, gli austro-ungarici attaccarono a loro volta il presidio italiano sulle rive del Lago di Campo in alta Val Daone. L'agguato, perfettamente riuscito, evidenziò l'impreparazione tattica italiana. Stimolati dal successo ottenuto, il 15 luglio gli austro-ungarici tentarono un improvviso attacco al Rifugio Garibaldi attraverso la Vedretta del Mandrone; il piano fallì per l'abilità dei difensori, ma mise nuovamente in risalto la vulnerabilità del sistema difensivo italiano, che dunque fu rafforzato. Per quanto riguarda l'ala destra del fronte del Tonale, le azioni italiane più significative del 1915 si svolsero in agosto con diverse direttrici, ma portarono solo alla conquista del Torrione d'Albiolo.
Tutte queste offensive non portarono a nessuno sfondamento, tanto che, come sull'Isonzo, anche la guerra di montagna divenne una guerra di trincea simile a quella che si stava svolgendo sul fronte occidentale, con trincee, postazioni e camminamenti scavati nelle rocce e nei ghiacciai delle Alpi, fino a 3000 metri o più di altitudine.

### La cooperazione con la Regia Marina
L'iniziale neutralità italiana influì non tanto sulla Regia Marina, ma soprattutto sui piani difensivi della marina austro-ungarica. Con la flotta tedesca impegnata nel mare del Nord, la k.u.k. Kriegsmarine si trovò improvvisamente sola contro le forze navali dell'Intesa, rispetto alle quali, considerando anche solo le forze francesi, era decisamente inferiore. Così l'Austria-Ungheria decise di rinchiudersi all'interno dei suoi porti, cercando di mantenere quanto più possibile intatta la flotta da battaglia e tenerla pronta per un possibile scontro con l'Italia. Il fronte marittimo si contrasse così entro la fascia costiera orientale dell'Adriatico fino allo sbocco del canale d'Otranto.

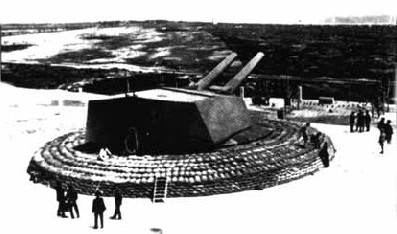
La massiccia torre dei cannoni da 381 mm della batteria Amalfi

Il primo provvedimento a livello operativo degli italiani allo scoppio del conflitto fu la ridislocazione della flotta nel porto di Taranto, ove assunse la denominazione di "Armata Navale", che il 26 agosto 1914 fu posta al comando del Duca degli Abruzzi, a cui seguirono i primi studi per eventuali operazioni contro l'Austria-Ungheria. Altra decisione fu quella, in caso di conflitto, di occupare una parte della costa dalmata per assicurare il sostegno del fianco destro della 3ª Armata, creare un blocco all'imbocco del canale d'Otranto per impedire alle navi austro-ungariche di uscire dall'Adriatico, minare le principali linee di comunicazione nemiche e cercare di assicurarsi il dominio nell'Alto Adriatico. In quest'ottica, il 24 maggio siluranti e sommergibili vennero utilizzati per tener sgombro il golfo di Trieste e proteggere l'avanzata della 3ª Armata, che aveva subito conquistato Aquileia e Belvedere ed era entrata nella città di Grado, evacuata. La difesa della zona fu affidata alla Regia Marina che inviò il pontone armato Robusto, armato con tre cannoni da 120 mm.
Fu subito evidente la necessità di uno stretto coordinamento tra esercito e marina e il sottocapo di stato maggiore, contrammiraglio Lorenzo Cusani, fu inviato presso il comando supremo dell'esercito per mantenere i contatti tra le due forze armate. Alla Regia Marina fu richiesto di supportare l'ala destra della 3ª Armata e perciò il 29 maggio una squadriglia di sette cacciatorpediniere della classe Soldato bombardò lo stabilimento chimico Adria-Werke di Monfalcone, dove si producevano gas asfissianti. Il 5 giugno, mentre l'esercito si apprestava a passare l'Isonzo, la marina assicurò la copertura dell'avanzata con cinque cacciatorpediniere e alcune torpediniere posizionate vicino alla foce del fiume, mentre tre cacciatorpediniere e alcuni sommergibili pattugliavano il golfo.
Un'ulteriore richiesta di supporto a sostegno delle operazioni a terra avvenne durante la conquista di Monfalcone prevista per il giorno 9 giugno, a cui parteciparono tre pontoni armati con cannoni da 152 mm. Conquistata la città, la difesa del porto fu affidata alla marina, che inviò le prime batterie galleggianti, dal 16 impegnate a battere la zona del Carso. Nei mesi successivi le artiglierie navali furono più volte chiamate a svolgere operazioni coordinate con l'esercito: la batteria Amalfi e quelle del basso Isonzo, sia su pontoni sia fisse, effettuarono diverse azioni di fuoco contro l'ala sinistra dell'armata austro-ungarica (postazioni del Carso, monte San Michele, Duino, Medeazza e Flondar). La marina collaborò costantemente durante le operazioni di terra che si susseguirono fino al 2 dicembre 1915, data in cui si concluse la quarta battaglia dell'Isonzo.

## Il 1916

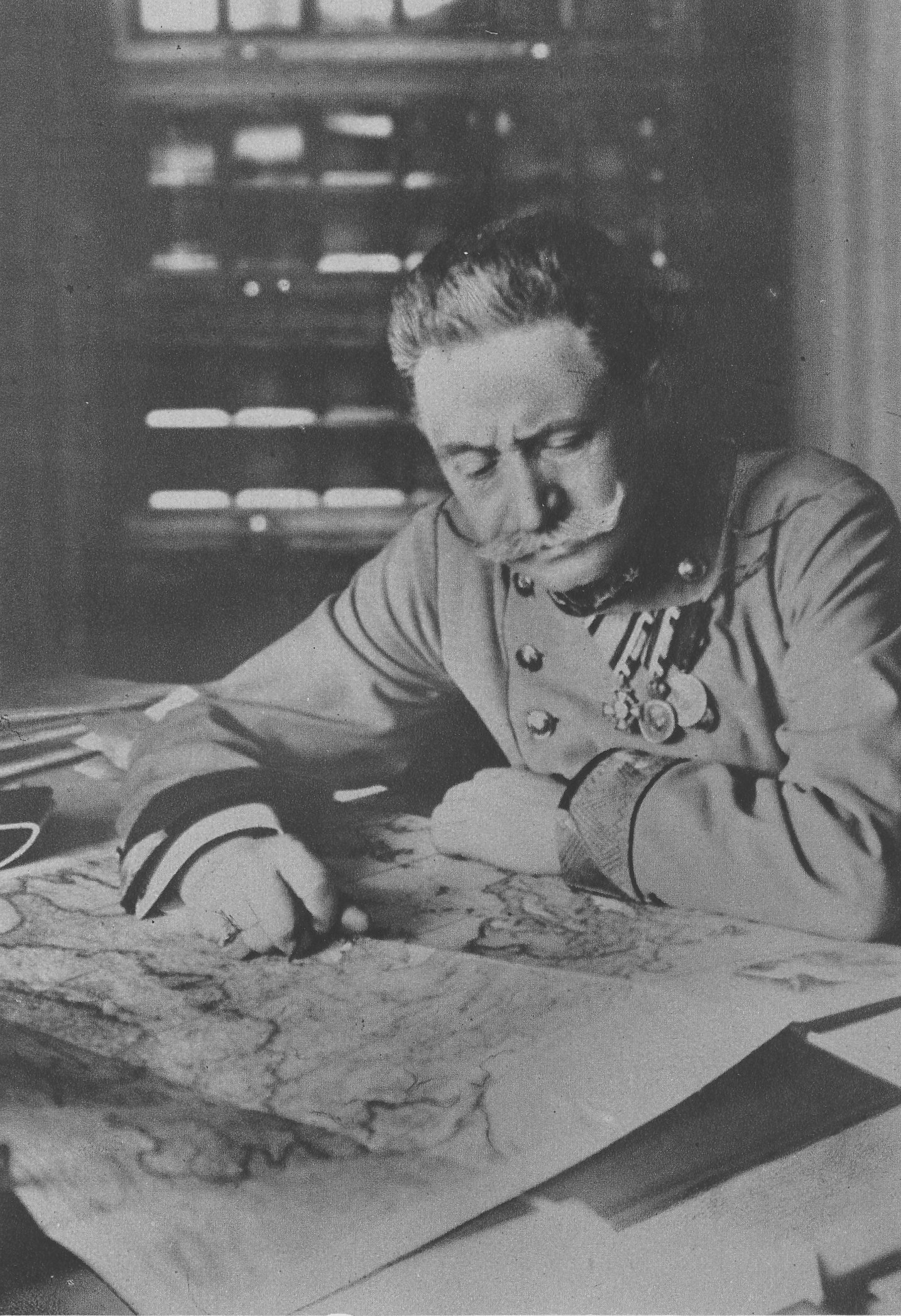
Franz Conrad von Hötzendorf, capo di stato maggiore austro-ungarico e ideatore della Strafexpedition

La durata della guerra sembrava ormai allungarsi oltre ogni previsione e all'inizio del 1916 l'esercito italiano iniziò un'opera di riordinamento e potenziamento sulla base di un programma concordato tra il governo e il capo di stato maggiore, presentato in maggio da Cadorna. In novembre furono approntate 12 nuove brigate di fanteria e la formazione di una nuova quarta compagnia per i battaglioni che ne avevano soltanto tre; in ogni battaglione fu poi inquadrato un reparto zappatori di 88 uomini tratti dalle compagnie. Le stesse misure vennero adottate per i bersaglieri, mentre per quanto riguarda gli alpini fu completato il processo di formazione dei 26 battaglioni di Milizia Mobile, portando il totale del corpo a 78 battaglioni con 213 compagnie. Altre 4 brigate di fanteria vennero formate tra aprile e maggio attingendo da quanto rimaneva della classe 1896, dagli esonerati sottoposti a nuova visita dal 1892 al 1894, dalla fusione di alcuni battaglioni provenienti dalla Libia (tra marzo e giugno). Entro la fine dell'anno le divisioni salirono da 35 a 48, per una forza complessiva di circa un milione e mezzo di uomini.
Nel campo delle dotazioni iniziò ad arrivare alle truppe vestiario specifico per il clima di montagna, oltre a equipaggiamenti di nuova adozione come gli elmetti e le bombe a mano; fu moltiplicata la produzione di cannoni e mitragliatrici e fu introdotto un nuovo tipo di bocca da fuoco, una bombarda in grado di sparare granate munite di alette da 400 mm con tiro indiretto: si rivelò assai utile per demolire gli sbarramenti di filo spinato rimanendo al riparo delle trincee. Furono inoltre riviste le tattiche, prescrivendo agli ufficiali di eliminare gli articoli più vistosi delle loro uniformi (spade o fasce), tenersi dietro la linea degli uomini negli assalti, cercare di avvicinare il più possibile (fino a 50 metri) alle linee nemiche le trincee di partenza onde ridurre il tempo allo scoperto dei reparti attaccanti.
Il 21 febbraio 1916 i tedeschi attaccarono in massa la piazzaforte di Verdun in Francia, dando il via alla battaglia più sanguinosa dell'intero conflitto che finì per catalizzare le attenzioni dei due contendenti. Sotto pressione, gli Alleati occidentali chiesero a Russia e Italia di condurre al più presto offensive sui loro fronti onde alleggerire la stretta su Verdun; i russi risposero lanciando il 18 marzo l'offensiva del lago Narač, mentre Cadorna scatenò l'11 marzo la quinta battaglia dell'Isonzo: gli italiani conquistarono qualche posizione sul Sabotino, ma il poco terreno ottenuto davanti al San Michele andò perduto sotto i contrattacchi austro-ungarici e anzi l'attacco su Tolmino e il Mrzli fu sterile. Ostacolata dalla neve e dalla nebbia, l'offensiva fu poi interrotta il 15 marzo seguente.

### La "Strafexpedition"

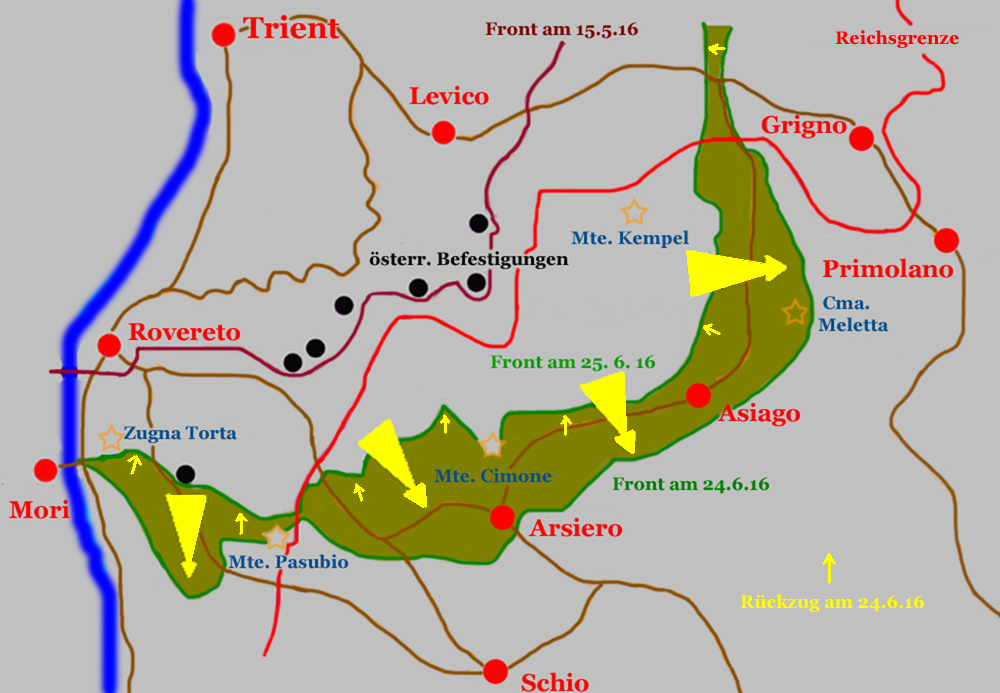
Carta dell'offensiva austro-ungarica in Trentino

Dopo la resa della Serbia nel novembre 1915, il capo di stato maggiore austro-ungarico Conrad von Hötzendorf iniziò a progettare un'offensiva risolutiva sul fronte italiano. Il piano prevedeva un attacco a partire dal saliente del Trentino in direzione est, verso lo sbocco delle montagne sulla pianura vicentina; l'enorme difficoltà di accumulare e manovrare mezzi adeguati in una regione tanto aspra e montuosa era controbilanciata dalla posta in gioco: lo sbocco delle divisioni austro-ungariche nella pianura veneta e l'accerchiamento dell'esercito italiano schierato nel Friuli, preso praticamente alle spalle. Per la realizzazione di una simile manovra, Conrad stimò di dover mettere in campo almeno 160 000 uomini (16 divisioni a pieni ranghi), quando la consistenza delle forze lungo l'Isonzo non ammontava a più di 147 000 uomini: si rivolse allora al suo omologo tedesco Erich von Falkenhayn, chiedendo truppe per il fronte orientale onde sbloccare divisioni austro-ungariche da trasferire in Trentino. Falkenhayn, totalmente assorbito dai preparativi per l'attacco su Verdun, respinse la richiesta e arrivò a sconsigliare apertamente di attuare un piano così ambizioso, per la realizzazione del quale le forze austro-ungariche apparivano troppo limitate. Il rifiuto provocò accesi dissapori tra i due comandanti e Conrad perseverò nei preparativi: cinque divisioni furono richiamate dal fronte orientale nonostante le proteste tedesche, mentre l'armata di Borojević sull'Isonzo fu privata di quattro delle sue migliori divisioni e di buona parte della sua artiglieria pesante. Conrad riuscì in questo modo ad ammassare in Trentino 15 divisioni con circa un migliaio di pezzi.

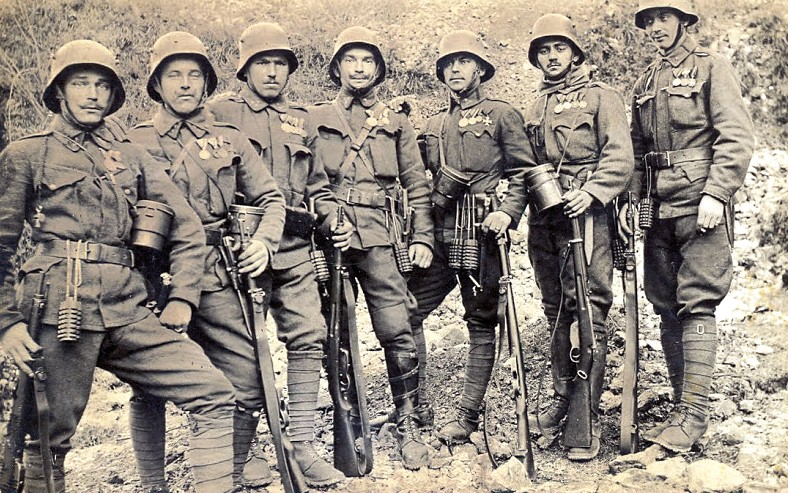
Un gruppo di soldati austro-ungarici: si notano le bombe a mano M16, riconoscibili dall'involucro ad accentuata segmentazione e dal peculiare filo metallico ripiegato, atto a portarle appese al cinturone

Il piano austro-ungarico prevedeva l'inizio dell'offensiva per il 10 aprile, ma le abbondanti nevicate di marzo obbligarono Conrad a posticipare la data dell'attacco; i preparativi austro-ungarici, peraltro, non sfuggirono all'attenzione degli italiani, grazie alle endemiche diserzioni di soldati e ufficiali che affliggevano i multietnici reparti imperiali. L'area interessata dall'imminente battaglia era sotto la responsabilità della 1ª Armata del generale Roberto Brusati, una formazione debole e sparpagliata lungo tutto il saliente del Trentino dal confine con la Svizzera alle Dolomiti: Brusati richiese insistentemente rinforzi, ma ricevette dall'alto comando appena cinque divisioni supplementari che finirono con l'essere schierate in prima linea in posizioni troppo avanzate. Cadorna era scettico circa le notizie che arrivavano sui preparativi nemici in Trentino, rassicurato dal fatto che la Russia stesse preparando per aprire una nuova massiccia offensiva sul fronte orientale: a causa di cattive comunicazioni tra gli Alleati, però, il comando italiano fu informato solo il giorno prima dell'attacco di Conrad che l'offensiva russa era stata rimandata a metà giugno. Cadorna, del resto, mostrò sempre insofferenza per ciò che non si conformava al suo pensiero tattico e strategico: finché rimase in carica, il comandante supremo rimosse dai loro incarichi 217 generali, 255 colonnelli e 355 comandanti di battaglione, una "selezione" che non favoriva gli ufficiali ambiziosi dall'esprimere idee innovative e in controtendenza sulla condotta della guerra.
Il 15 maggio, appena il tempo lo permise, scattò la cosiddetta Strafexpedition (termine di origine popolare italiana che sta per "spedizione punitiva" in tedesco, in realtà mai usato dagli austro-ungarici): l'11ª Armata austro-ungarica passò all'attacco fra la valle dell'Adige e la Valsugana in Trentino, spalleggiata dalla 3ª Armata destinata allo sfruttamento del successo. Se l'offensiva non fu una sorpresa per Cadorna, lo fu per l'opinione pubblica: improvvisamente l'Italia scoprì, dopo un anno di sole offensive, di trovarsi in grave pericolo. L'avanzata austro-ungarica travolse il fronte italiano per una lunghezza di 20 chilometri, avanzando a fondo nella zona dell'Altopiano dei Sette Comuni; il 27 maggio gli austro-ungarici presero Arsiero, seguita da Asiago il 28. Cadorna arrivò a ventilare al governo Salandra la possibilità di ritirare l'esercito dell'Isonzo di tutta fretta e abbandonare il Veneto, pur di evitarne l'accerchiamento, ma l'offensiva austro-ungarica andò progressivamente rallentando: gli uomini erano esausti e i rifornimenti carenti, ma soprattutto Conrad si ostinò con la tattica tradizionale di avanzare parallelamente tanto nei fondovalle che sulle cime in quota, una manovra che in definitiva non fece che rallentare lo sviluppo dell'attacco.

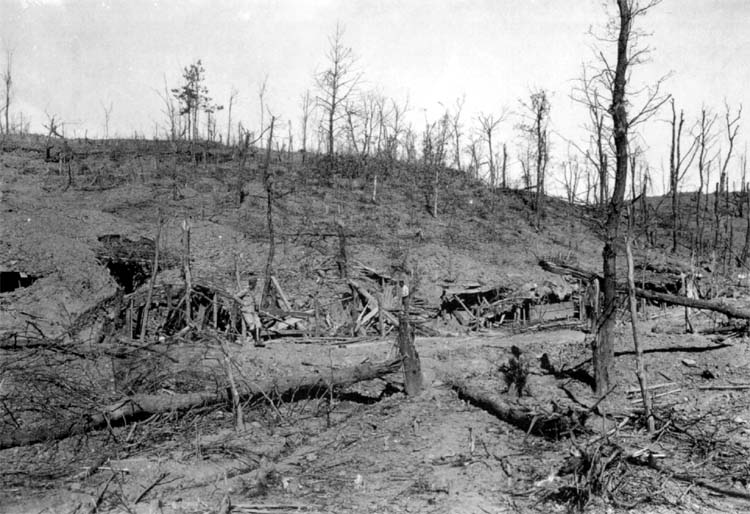
Campo di battaglia devastato dopo la battaglia degli Altipiani

Cadorna reagì con rapidità all'attacco austro-ungarico, richiamando divisioni di riserva dal fronte dell'Isonzo e costituendo una 5ª Armata che riuscì a frenare, e quindi arrestare concretamente, l'offensiva sugli Altopiani. Dopo un appello personale del re Vittorio Emanuele allo zar, i russi anticiparono la loro offensiva al 4 giugno: l'offensiva Brusilov ottenne un successo di vaste proporzioni contro il debole fronte austro-ungarico a est, facendolo arretrare di 75 chilometri, portando alla cattura di circa 200 000 prigionieri e 700 cannoni nel giro di una settimana. Dopo un ultimo tentativo di offesa verso Monte Lemerle e Val Magnaboschi, il 16 giugno Conrad sospese l'operazione: a partire dal 25 giugno le forze imperiali iniziarono un'ordinata ritirata verso nuove posizioni difensive, abbandonando le semidistrutte Arsiero e Asiago ma attestandosi saldamente nella porzione settentrionale dell'Altopiano, dove respinsero una serie di frettolosi contrattacchi italiani; l'azione andò poi spegnendosi per il 27 giugno.
Si concluse così la prima grande battaglia difensiva dell'Italia, definitivamente "maturata" per la "guerra di materiali" che l'avrebbe vista impegnare ingenti quantitativi di uomini, mezzi e risorse fino al termine del conflitto; il fatto di aver perduto terreno, peraltro intrinseco delle battaglie di materiali, fece però scarsamente apprezzare la reale vittoria difensiva italiana. Al di là del risultato militare, l'offensiva rappresentò un notevole successo politico per Cadorna: il 30 maggio Salandra aveva chiesto l'appoggio del re per esautorare il comandante supremo, ma il presidente del Consiglio si mosse con lentezza e quando il 6 giugno portò la questione in Parlamento il momento di crisi era passato e Cadorna appariva come un eroe per aver bloccato l'attacco. L'esecutivo Salandra cadde il 18 giugno e fu rimpiazzato da un governo di "unione nazionale" presieduto da Paolo Boselli.

### La presa di Gorizia

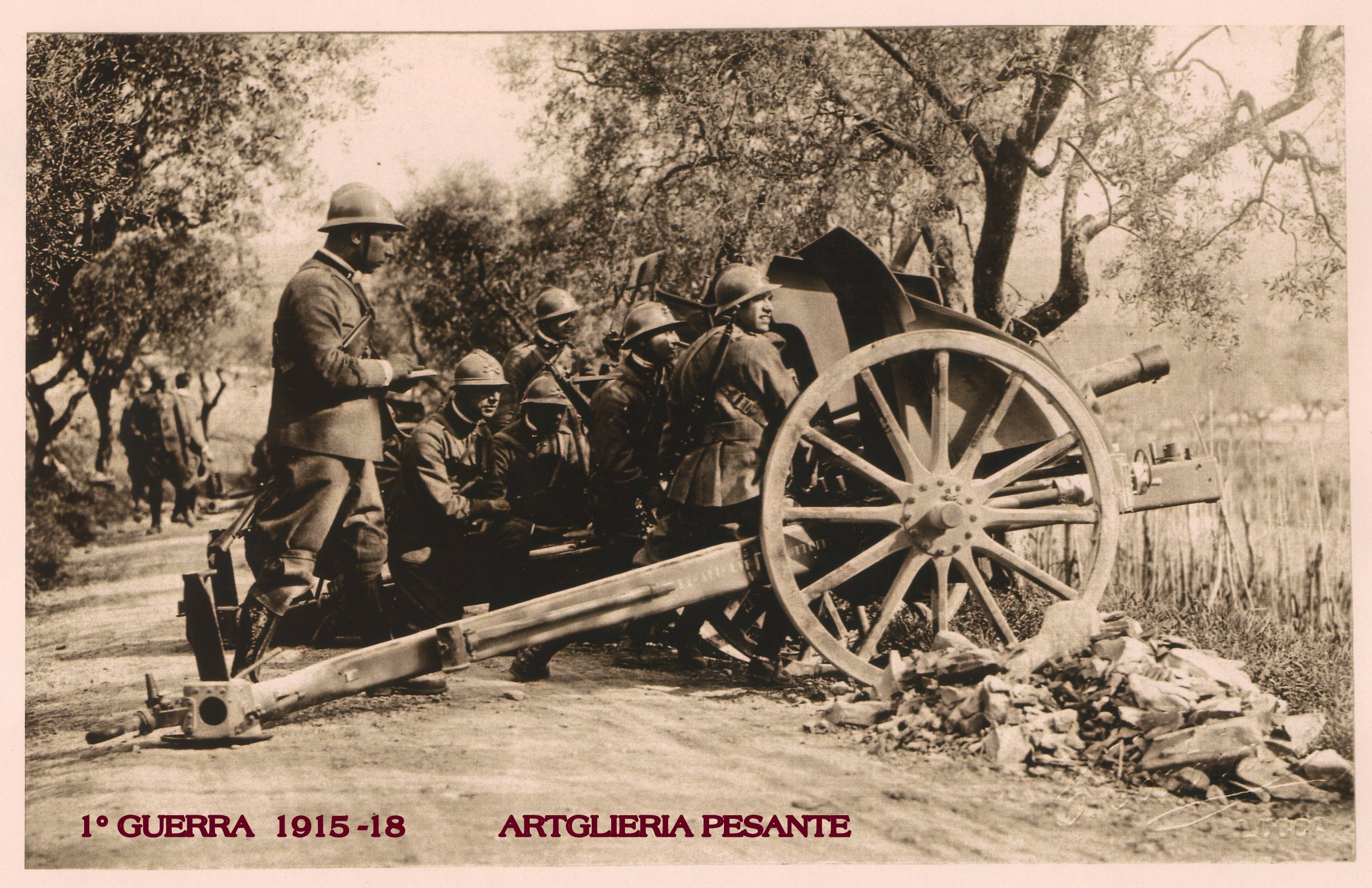
Artiglieri italiani in azione con un 75/27 Mod. 1911

Parata la mossa di Conrad e con gli austro-ungarici impegnati a fondo sul fronte orientale, Cadorna riprese i suoi piani per un'offensiva estiva sul settore isontino: frustrato dalle precedenti esperienze, il comandante in capo progettò un'azione più limitata, volta a ottenere posizioni più favorevoli da cui poi minacciare in seguito il San Michele e Gorizia; per la prima volta, avrebbe cercato di contenere l'ampiezza del fronte da attaccare, onde concentrare meglio la sua superiorità in fatto di artiglieria. Le forze italiane avevano trascorso i mesi seguenti la Strafexpedition a migliorare le proprie posizioni, scavando un intricato sistema di gallerie e trincee di avvicinamento per portarsi il più possibile a ridosso delle linee nemiche e ammassando artiglieria e munizioni nelle retrovie. Anche senza azioni di massa, il logoramento lungo il fronte era stato continuo e il 29 giugno gli austro-ungarici avevano tentato una piccola offensiva sul San Michele impiegando per la prima volta le armi chimiche: una miscela di gas tossici a base di cloro e fosgene fu liberata sulle linee italiane provocando 2 000 morti e 5 000 intossicati, ma poiché furono impiegate poche truppe per sfruttare il successo, entro sera gran parte del territorio conquistato era stato nuovamente perduto.
Il 6 agosto Cadorna si sentì pronto a iniziare la sesta offensiva sull'Isonzo e, per una volta, i risultati superarono le sue aspettative: con una superiorità schiacciante in fatto di bocche da fuoco, all'alba l'artiglieria italiana eseguì un breve e violento bombardamento preparatorio, poi quello stesso pomeriggio i fanti scattarono dalle loro trincee di avvicinamento, a 50 o anche solo 10 metri dalle linee nemiche, portando sulla schiena grossi dischi bianchi per consentire alla loro artiglieria di coordinare il tiro con i loro spostamenti; le truppe del generale Luigi Capello conquistarono la vetta del Sabotino in appena 38 minuti, il primo chiaro successo italiano dalla conquista del Monte Nero nel giugno 1915. Sul massiccio del San Michele furono presi entro sera la vetta e il villaggio di San Martino del Carso, respingendo un contrattacco notturno delle riserve di Borojević. Perduto il Sabotino, la linea austro-ungarica si sgretolò: il Podgora cadde in mano italiana il 7 agosto e, fallita una serie di contrattacchi, gli austro-ungarici sgombrarono la riva destra dell'Isonzo; l'8 agosto i primi italiani entrarono a Gorizia, abitata ormai da non più di 1 500 civili.

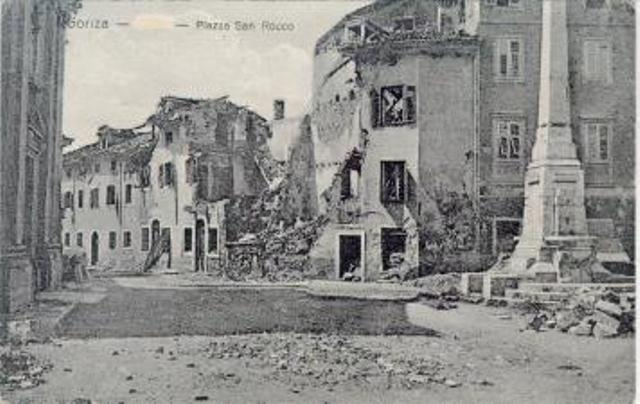
Piazza San Rocco a Gorizia, semidistrutta dai combattimenti

Senza più il controllo del San Michele, le forze austro-ungariche abbandonarono l'intero Carso occidentale spostandosi su una nuova linea difensiva che andava dal Monte Santo di Gorizia a nord al Monte Ermada a sud, passando per le vette del San Gabriele e del Dosso Faiti; Cadorna fu lento a sfruttare il successo ottenuto e con l'artiglieria pesante rimasta indietro, le truppe italiane non riuscirono a scalfire la rinnovata resistenza: il 12 agosto ottennero un ultimo successo catturando il villaggio di Opacchiasella, ma entro il 17 l'offensiva si era ormai arenata. Per gli standard del fronte dell'Isonzo, la sesta battaglia fu un notevole successo, consentendo agli italiani di avanzare lungo un fronte di 24 chilometri per una profondità da 4 a 6 chilometri, ma non fu ottenuto alcuno sfondamento definitivo; dopo aver passato più di un anno ad assediare le postazioni austro-ungariche, non era stato fatto altro che spostare il campo di battaglia di qualche chilometro più a est.

### Le successive battaglie dell'Isonzo

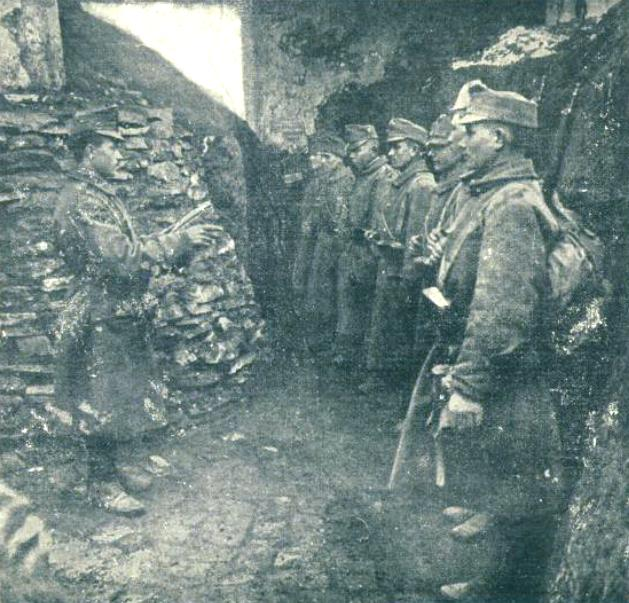
Soldati austro-ungarici in trincea

Dopo aver riorganizzato i reparti e riportato in linea la sua artiglieria, Cadorna progettò una nuova offensiva per i primi di settembre onde sfruttare l'apertura del fronte rumeno, ulteriore onere per l'Austria-Ungheria. Pioggia e nebbia ostacolarono però per diversi giorni il bombardamento preliminare e solo il pomeriggio del 14 settembre la fanteria poté partire all'attacco. La 3ª Armata schierava un concentramento di truppe senza precedenti, con 100 000 uomini ammassati su un fronte di 8 chilometri, ma le forze austro-ungariche avevano adottato una nuova tattica che si rivelò efficace: durante il bombardamento italiano le trincee di prima linea erano presidiate solo da poche vedette, con il grosso dei soldati al sicuro dentro rifugi sotterranei nelle retrovie; una volta che il tiro cessava e lasciava il campo alla fanteria, gli austro-ungarici tornavano rapidamente in linea per affrontarla. Le masse compatte dei fanti italiani divennero un obiettivo facile per le mitragliatrici e per l'artiglieria austro-ungarica, che avevano trattenuto il fuoco fino all'ultimo minuto per non rivelare la loro ubicazione; un ufficiale austro-ungarico descrisse l'attacco italiano come «un tentativo di suicidio di massa». Prima che le forti piogge mettessero fine all'azione il 18 settembre, gli italiani non conquistarono che pochi lembi di terreno al prezzo di pesanti perdite.
Benché vittoriose nelle azioni difensive, le forze di Borojević erano allo stremo: l'incremento della produzione italiana di bocche da fuoco non fece che aumentare l'inferiorità numerica dell'artiglieria austro-ungarica, la qualità dei viveri peggiorava continuamente e le forti perdite erano ripianate solo con l'immissione in linea di soldati di mezza età poco addestrati, con i reparti sempre più vulnerabili alle istanze nazionaliste delle varie etnie dell'Impero. Forte di una superiorità numerica di tre a uno, Cadorna iniziò l'ottava battaglia dell'Isonzo il 10 ottobre, dopo una settimana di bombardamenti: gli italiani conquistarono un po' di terreno nella valle del fiume Vipacco, ma l'azione si esaurì per il 12 ottobre e provocò gravi perdite a entrambe le parti. Dopo una breve pausa, il 1º novembre Cadorna riprese i suoi attacchi con la nona spallata sull'Isonzo, lungo la linea Colle Grande-Pecinca-Bosco Malo con obiettivo il Dosso Faiti e la Sella delle Trincee: il fuoco di 1 350 cannoni demolì le prime linee austro-ungariche e gli italiani riuscirono a stabilire un saliente ampio 5 chilometri e profondo 3, arrivando a conquistare la vetta del Dosso Faiti, ma a sud gli attacchi al monte Ermada non portarono a niente; un contrattacco disperato delle ultime riserve di Borojević indusse Cadorna a sospendere l'azione il 4 novembre, proprio quando lo sfondamento appariva imminente. Le perdite sofferte ammontarono a 33 924 soldati tra morti, feriti e dispersi tra gli attaccanti e 22 529 per gli imperiali.
Intanto, mentre sul fronte si contavano le perdite di uomini e materiali e ci si preparava ad affrontare l'inverno, a Vienna il 21 novembre morì il vecchio imperatore Francesco Giuseppe I d'Austria, cui successe il nipote Carlo I: egli, preoccupato delle sofferenze e dell'instabilità interna cagionate dal conflitto, avanzò proposte di pace a Francia e Regno Unito che caddero nel vuoto, fornendo però il pretesto per addossare loro le responsabilità sul protrarsi della guerra. Per tutto l'inverno 1916-1917, sul fronte dell'Isonzo tra il Carso e Monfalcone la situazione rimase stazionaria, mentre sulle Alpi il settore del III Corpo d'armata (comprendente la zona tra lo Stelvio e il lago di Garda) fu caratterizzato da piccole offensive atte a conquistare alcune vette strategicamente importanti, tra cui quella del Corno di Cavento, attaccato a inizio inverno. La Strefexpedition causò la stasi nelle operazioni per la conquista del monte, riprese solo nel maggio 1917 con la "battaglia dei Ghiacci", che consentì alla 242ª Compagnia del Battaglione alpino "Val Baltea" la conquista della vetta.

### La guerra di mine
In alta montagna i soldati di entrambi gli schieramenti erano spesso impegnati in piccoli scontri tra pattuglie, nel tentativo di conquistare trincee lungo le creste e le cime delle montagne. La scarsità di uomini, i limitati terreni di scontro e le dure condizioni climatiche, che consentivano attacchi solo in determinati periodi, fecero sì che la guerra sul fronte alpino trovasse diverse applicazioni e nuovi metodi strategici. Nella fattispecie, si escogitò uno speciale utilizzo delle mine: genieri, minatori e soldati scavavano gallerie sotterranee nella roccia per raggiungere le linee nemiche, al di sotto delle quali veniva creato un grande pozzo riempito di esplosivo. Quando la mina veniva fatta brillare, la postazione saltava in aria insieme alla cima della montagna consentendo, almeno in teoria, di occupare facilmente la posizione.
Tra i fronti dove si praticò questo tipo di guerra si contarono il Col di Lana, il monte Cimone, il Pasubio e il Lagazuoi, benché tentativi in questo senso furono fatti anche su altri fronti come al monte Piana o sul Castelletto delle Tofane. Nel 1916, anche il Cimone fu teatro di questo tipo di strategia: il monte, di alto valore strategico, dopo la Strafexpedition era caduto in mano austro-ungarica. Nell'ultima settimana di luglio, perciò, l'artiglieria italiana protrasse per 18 ore un pesantissimo bombardamento su vetta e contrafforti del Cimone, al termine del quale furono mandati all'attacco i migliori reparti di alpini e finanzieri: inizialmente inchiodati dal fuoco, dopo un cruento scontro gli italiani ripresero la cima. A seguito degli sterili contrattacchi per riacquisire il Cimone, i comandi austro-ungarici decisero di ripiegare sulla guerra di mine, allo scopo di far saltare in aria le postazioni italiane. Gli alpini, allertati, intrapresero a loro volta lavori di scavo da più punti e riuscirono a far detonare la contromina nella notte tra 17 e 18 settembre, provocando il crollo dei cunicoli austro-ungarici. Tuttavia il lavoro delle truppe imperiali ricominciò ancor più determinato e il 23 settembre, due mesi dopo la perdita della vetta, era pronta una mina di 8 700 chili di Dinamon, 4 500 di dinamite e 1 000 di polvere nera. Alle 05:45 la carica venne fatta brillare: l'esplosione fu devastante, due gigantesche colonne di fumo si alzarono dalla vetta proiettando in aria tonnellate di detriti e centinaia di uomini; la postazione italiana scomparve.

## Il 1917

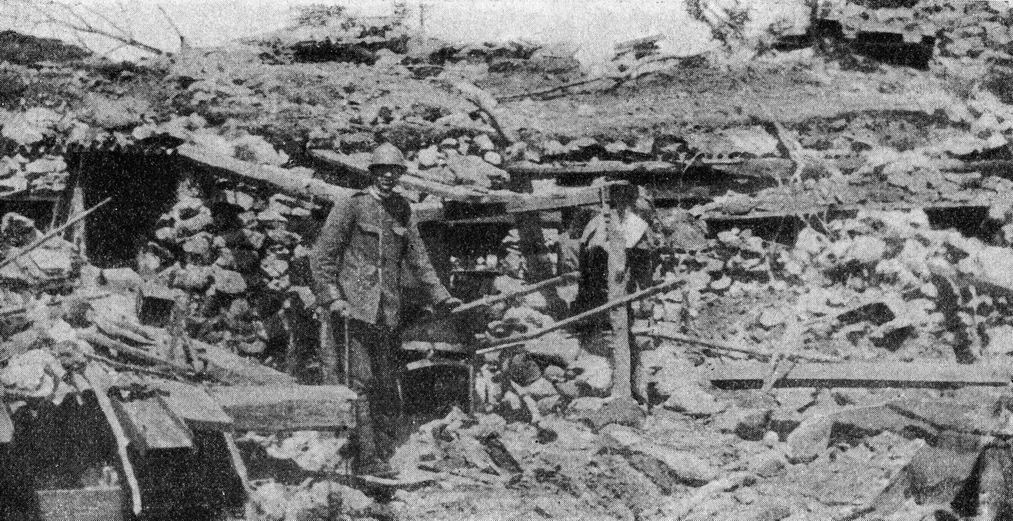
Soldato italiano tra le rovine della linea difensiva austro-ungarica, nei pressi di Opacchiasella (Carso)

L'inizio del 1917, a differenza dell'anno prima, si presentò critico per gli Imperi centrali: le loro risorse si andavano assottigliando mentre gli eserciti dell'Intesa erano in lenta ma inesorabile crescita; la Germania, nel tentativo di tagliare i rifornimenti agli Alleati e azzopparne la capacità bellica, dichiarò la guerra sottomarina indiscriminata, provocando l'irritazione degli Stati Uniti che il 6 aprile le dichiararono guerra. Vi furono vari cambiamenti a livello di alti comandi: Erich von Falkenhayn, dopo l'immane massacro di Verdun, fu rimpiazzato alla guida dell'esercito tedesco dal duo Paul von Hindenburg-Erich Ludendorff; Conrad fu rimosso dalla carica di capo di stato maggiore austro-ungarico in favore del generale Arthur Arz von Straussenburg.
La situazione subì un brusco cambiamento in novembre, quando la rivoluzione d'ottobre portò all'instaurazione di un governo bolscevico a San Pietroburgo, favorevole all'uscita della Russia dal conflitto. Chiuso il fronte orientale, gli Imperi centrali iniziarono a rischierare a occidente il grosso delle loro forze, anche se la maggior parte delle 140 divisioni dislocate a est non fu spostata fino alla firma, il 3 marzo 1918, del trattato di Brest-Litovsk.

### Dalla decima all'undicesima battaglia dell'Isonzo
Per l'aprile-maggio del 1917 gli Alleati occidentali avevano in programma una serie di offensive per mettere alle strette gli Imperi centrali: gli anglo-francesi stavano per lanciare una serie di assalti simultanei al fronte occidentale (la cosiddetta "offensiva Nivelle"), mentre Cadorna preparava un'ennesima battaglia sull'Isonzo. Nonostante la perdita di quasi 400 000 effettivi tra morti e feriti nel corso del 1916, l'esercito italiano andava sempre più rafforzandosi e nella primavera del 1917 poteva mettere in campo 59 divisioni con una forza di quasi 2 milioni di uomini, grazie al richiamo dei diciannovenni della classe 1898, e un numero di cannoni di medio e grosso calibro raddoppiato rispetto al 1916. Tra le innovazioni tattiche introdotte, figura nel luglio 1917 la costituzione dei primi reparti di Arditi, soldati scelti specificamente addestrati ed equipaggiati per l'assalto e la conquista delle trincee nemiche.

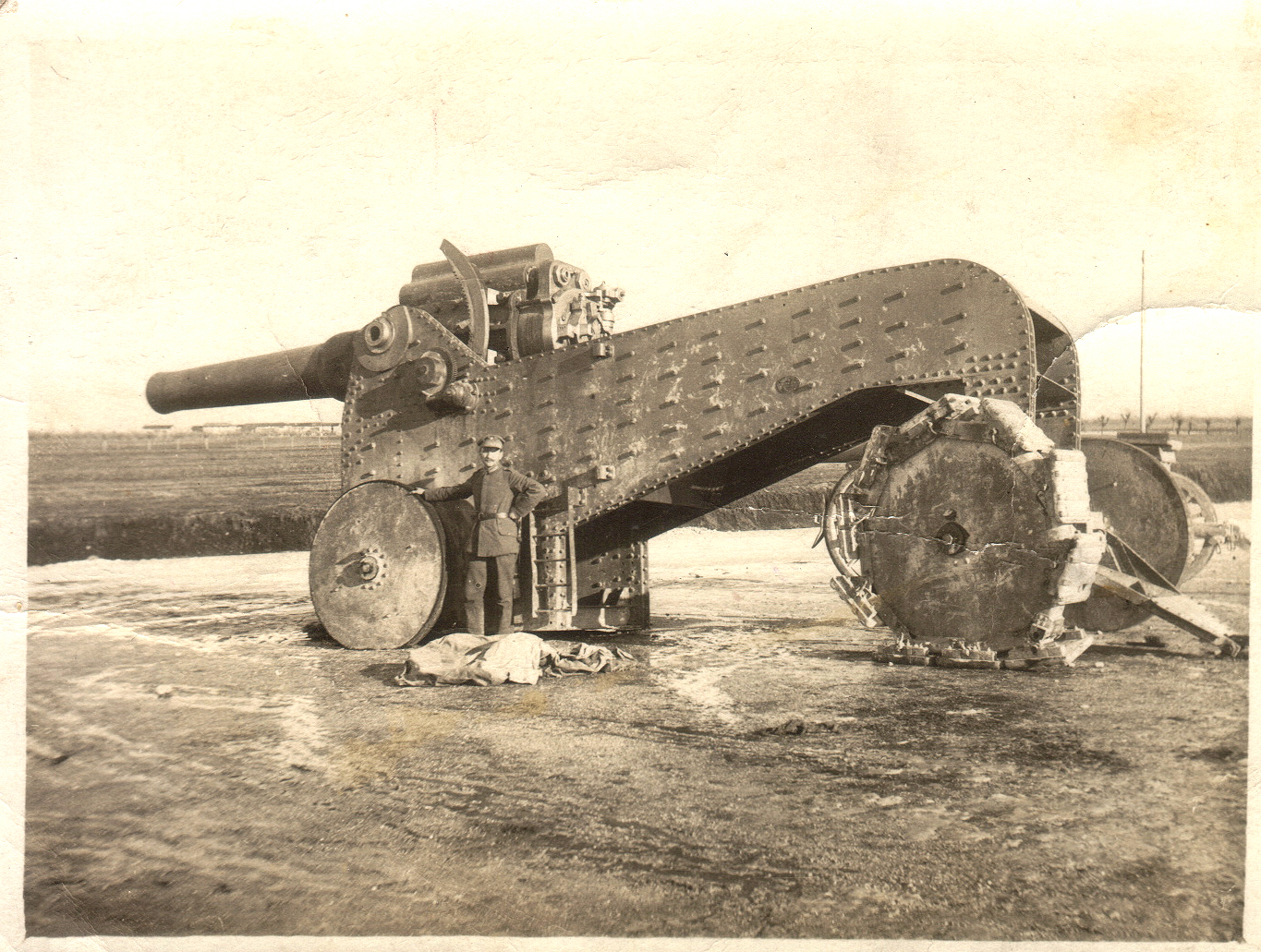
Un mortaio da 305 mm su affusto De Stefano, fronte dell'Isonzo

La lungamente pianificata offensiva iniziò il 12 maggio con un devastante bombardamento preliminare di circa 3 000 bocche da fuoco; nel pomeriggio del 14 la 2ª Armata italiana, passata al generale Luigi Capello, iniziò l'azione sul medio corso dell'Isonzo marciando dalla testa di ponte di Plava verso Quota 383: in condizioni di inferiorità di quindici a uno, il solitario battaglione austriaco che difendeva la vetta dovette cedere sotto gli attacchi di cinque reggimenti italiani, non prima però di aver inflitto agli attaccanti perdite pari al 50% degli effettivi. Il piano prevedeva di fermare poi le forze della 2ª Armata per spostare l'artiglieria in appoggio della 3ª Armata sul basso Isonzo, ma visti i progressi Capello chiese e ottenne di continuare con la sua azione: gli italiani estesero i loro assalti al monte Kuk, catturato definitivamente il 17 maggio dopo vari attacchi e contrattacchi delle due parti, e al monte Vodice, preso il 19. Il 20 maggio Capello lanciò dieci ondate di fanteria contro Monte Santo, ma i reparti arrivati in vetta furono ricacciati indietro da un contrattacco austro-ungarico e il generale decise di sospendere la sua offensiva. L'azione si spostò a sud, dove il 24 maggio la 3ª Armata del Duca di Aosta iniziò i suoi attacchi a partire dal saliente creato nella precedente battaglia: sulla sinistra gli italiani furono bloccati, ma sulla destra ottennero uno sfondamento, avanzando lungo una fascia larga 2 chilometri nella zona pianeggiante tra l'altopiano del Carso e il mare; fu conquistato il villaggio di Jamiano e lo slancio portò il fronte alle prime pendici dell'Ermada, dove rinforzi austro-ungarici bloccarono per il 26 maggio gli italiani.

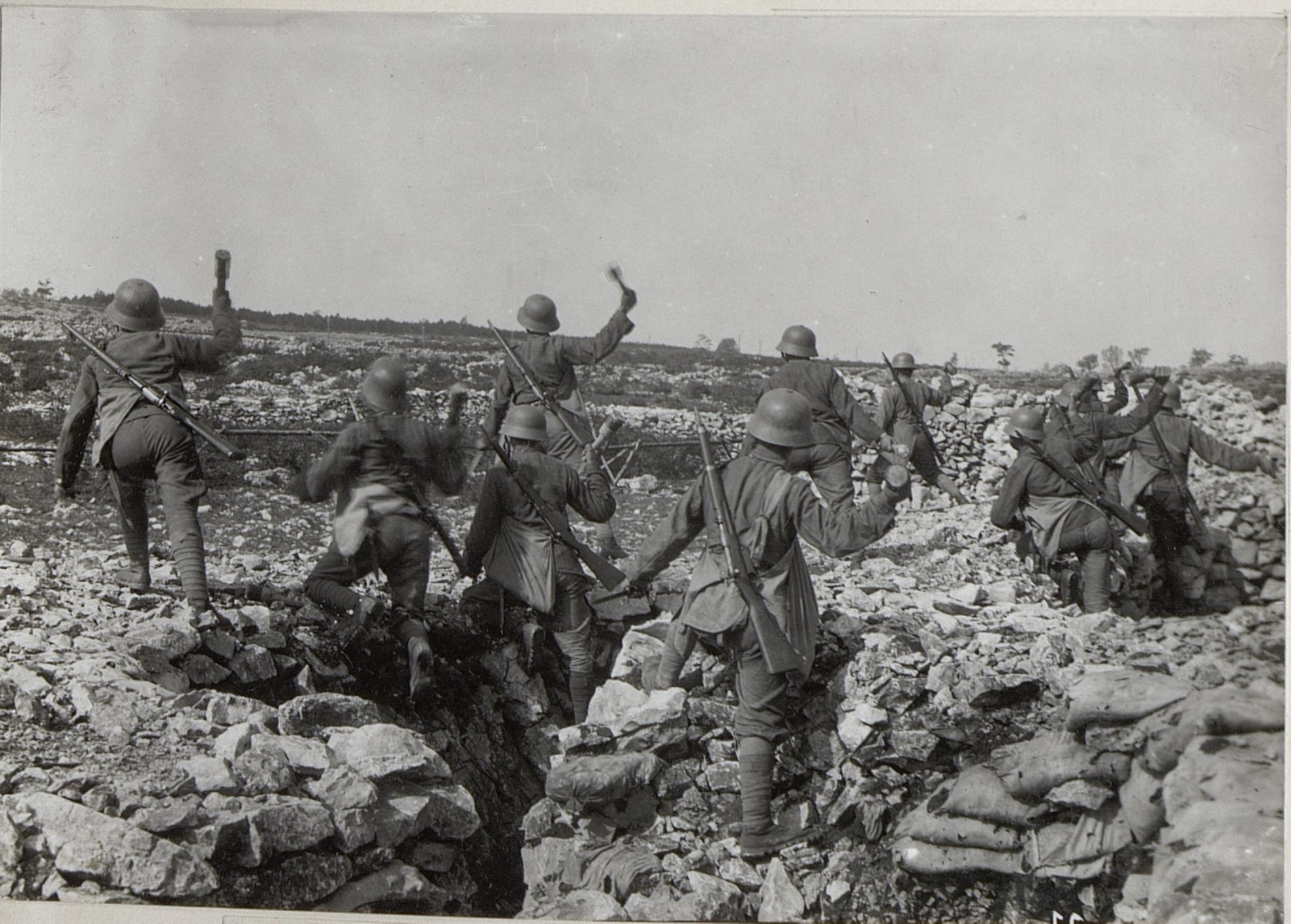
Truppe d'assalto austro-ungariche sul fronte dell'Isonzo nel settembre 1917

Richiamati alcuni reggimenti freschi dal Trentino e arrivate due divisioni distaccate dal fronte orientale, Borojević tentò un contrattacco in grande stile per il 4 giugno dando vita alla battaglia di Flondar: dopo una finta davanti al Dosso Faiti, gli austro-ungarici investirono le posizioni della 3ª Armata a ovest dell'Ermada, ricacciando indietro gli indeboliti reparti italiani per alcuni chilometri e prendendo più di 10 000 prigionieri; assicuratisi l'Ermada, gli austro-ungarici si riattestarono sulla difensiva e gli scontri su vasta scala terminarono in tutto il settore del Carso il 6 giugno.
Cadorna aveva iniziato a pianificare la sua prossima mossa nel corso dei duri combattimenti: aveva spostato 12 divisioni fresche dal fronte alpino all'Isonzo allo scopo di occupare la Bainsizza, un altopiano semidesertico all'altezza del medio corso dell'Isonzo che appariva poco presidiato dagli austro-ungarici. Da qui Cadorna riteneva di poter piegare verso sud, tagliare fuori il Monte Santo e il San Gabriele e prendere alle spalle le difese nemiche sul basso Isonzo. Dopo quattro giorni di bombardamenti, il 19 agosto si sviluppò un attacco lungo tutto il fronte: la 3ª Armata fece breccia in tre punti ma fu infine bloccata dalle forti difese dell'Ermada e della valle del Vipacco, a nord la 2ª Armata di Capello sfondò a partire dal 22 agosto le difese austro-ungariche avanzando con facilità sull'altopiano della Bainsizza. Borojević optò per una difesa in profondità e ritirò le sue scarne truppe sul bordo orientale dell'altopiano, contando sul terreno difficile per rallentare le forze di Capello: le truppe italiane si ritrovarono in una zona priva di strade, inospitale per la mancanza di acqua e qui rimasero bloccate. La 2ª Armata sferrò anche una serie di puntate verso Tolmino, facilmente respinte dai difensori, e un attacco contro il Monte Santo, conquistato il 22 agosto dopo il ripiegamento delle forze austro-ungariche dalla Bainsizza. Il cordone difensivo allestito da Borojević intorno all'altopiano, comunque, impedì l'aggiramento che la 2ª Armata doveva realizzare.
Il 4 settembre un massiccio contrattacco austro-ungarico fece indietreggiare alcuni reparti della 3ª Armata nella valle del Vipacco e contemporaneamente il generale Capello ordinò un movimento contro il San Gabriele: in una riedizione dei precedenti assalti alle vette del Carso, 700 pezzi di artiglieria martellarono la cima del monte (che perse circa 10 metri di altezza durante la battaglia) prima che masse compatte di fanti tentassero di espugnarla con assalti frontali; i reparti austro-ungarici arrivarono a un passo dal cedere, ma le truppe italiane erano assai spossate e il 19 settembre Cadorna si trovò costretto a fermare le operazioni. L'undicesima battaglia dell'Isonzo si risolse in un nuovo bagno di sangue: il Regio Esercito ebbe 166 000 tra morti e feriti (più di metà dei caduti fu registrata sul solo San Gabriele) mentre gli austro-ungarici ne lamentarono 140 000.

### La battaglia dell'Ortigara

Alpini caduti durante la battaglia del Monte Ortigara

La Strafexpedition sferrata nel maggio 1916 in Trentino aveva permesso all'esercito imperial-regio di attestarsi su una linea che infletteva sensibilmente verso il centro dell'Altopiano dei Sette Comuni, passava dal margine della Valsugana per il monte Ortigara, monte Campigoletti, monte Chiesa, monte Corno e correva poi verso sud sino alla Val d'Assa. Questa linea assicurava degli sbocchi diretti alla pianura vicentina e garantiva un'enorme testa di ponte che minacciava alle spalle le armate italiane del Cadore, della Carnia e dell'Isonzo.
Dopo la conquista di Gorizia, l'alto comando italiano emanò le direttive per una massiccia offensiva che avrebbe impegnato tre corpi d'armata della 6ª Armata del generale Luca Montuori lungo un fronte di 14 chilometri. Il massimo sforzo si sarebbe avuto per la conquista di monte Ortigara e monte Campigoletti, in modo tale da staccare l'avversario dall'orlo settentrionale dell'altopiano e arrivare alla linea cima Portule-bocchetta di Portule; l'attacco sull'Ortigara sarebbe stato svolto dai battaglioni alpini della 52ª Divisione al comando del generale Angelo Como Dagna Sabina. Alle 05:15 del 10 giugno l'azione ebbe inizio con una potente tiro di artiglieria verso le linee nemiche che durò fino alle 15:00, ma già dalle 11:00 la nebbia aveva iniziato a circondare il monte, rendendo la preparazione poco efficace. Alle 15:00 il tiro si allungò alle pendici dell'Ortigara e la fanteria iniziò ad avanzare.
Dopo molteplici e violenti assalti, il calar della sera, la notte e la pioggia, uniti al costante fuoco nemico, fermarono lo slancio degli alpini che non potevano essere riforniti dai portatori, in quanto anch'essi erano inchiodati dalle difese austro-ungariche. Il giorno successivo, nonostante il maltempo e lo scoramento, gli alpini furono nuovamente lanciati all'attacco; fu la scelta peggiore, i soldati cozzarono nuovamente contro le mitragliatrici e reticolati intatti. Il 12, l'offensiva venne temporaneamente sospesa per poi ricominciare il 19 giugno, quando otto battaglioni partirono all'attacco dell'Ortigara: in meno di un'ora la cima fu conquistata, ma il successo degli alpini rimase isolato. Ciò non consentì di rinforzare la linea del fronte, lasciando le forze sull'Ortigara in balia della controffensiva austro-ungarica, che puntualmente avvenne il 25 giugno e travolse gli alpini. Non cogliendo la tragicità della situazione e lo scompiglio tra le linee, quello stesso giorno i comandi ordinarono un contrattacco invece di un ripiegamento, in una serie di ordini e contrordini che causarono il caos nelle linee italiane, con il solo risultato di aumentare il numero delle perdite. In questa battaglia gli alpini diedero un altissimo tributo di sangue, in ultimo vano poiché il fronte degli Altipiani rimase inalterato, confermando il totale fallimento dell'offensiva italiana.

### Il morale, la propaganda e la giustizia militare

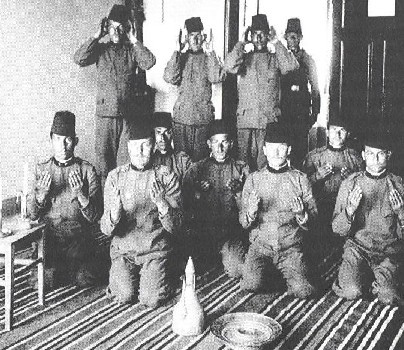
Soldati bosniaci di fede musulmana tra le file dell'esercito austro-ungarico. L'eterogeneità dell'esercito asburgico fu uno dei fattori della sua debolezza.

Le sanguinose e inconcludenti battaglie sul fronte italiano ebbero effetti diversi sugli eserciti contrapposti. L'andamento del morale delle forze imperial-regie fu altalenante per tutta la durata delle ostilità: la propaganda austro-ungarica ebbe buon gioco nel presentare la dichiarazione di guerra dell'Italia come il tradimento di una trentennale alleanza proprio nel momento di massimo pericolo per la nazione, ottenendo come risposta un energico sostegno da parte della popolazione e dei soldati; le interminabili battaglie dell'Isonzo ebbero un effetto deprimente sul morale di numerosi reparti austro-ungarici, condannati a una difesa quasi statica sotto l'impressionante cannoneggiamento dell'artiglieria italiana, morale che tuttavia poteva avere improvvisi soprassalti positivi quando si tentava una controffensiva in forze come durante la Strafexpedition o la battaglia di Flondar.
La questione del morale e del valore bellico era legata anche alla nazionalità dei reparti, ma con risultati non sempre univoci: le unità ceche si fecero una cattiva fama sul fronte orientale, dove due reggimenti furono sciolti dopo che numerosi elementi erano passati dalla parte dei russi, mentre verso la fine del conflitto gli italiani arrivarono a costituire un'intera divisione con disertori cechi e slovacchi che avevano accettato di combattere contro il loro ex esercito; ma è pur vero che, durante la nona battaglia dell'Isonzo, una decisa carica alla baionetta di un reggimento ceco sull'altura di Quota 144 bloccò uno sfondamento italiano in direzione dell'Ermada, salvando l'intera linea austro-ungarica. La propaganda austro-ungarica sfruttò abilmente le pretese italiane sulle terre a est dell'Adriatico per rinsaldare il morale e la fedeltà dei reparti slavi: gli sloveni, il cui presunto pacifismo era oggetto di battute di spirito, si rivelarono eccellenti combattenti sul fronte italiano come pure i reparti croati, che spesso avevano dato scarsa prova di sé contro i russi. Le unità più fedeli erano sempre ritenute quelle di lingua tedesca, ma anche i reparti bosniaci si rivelarono truppe d'élite. A minare la capacità combattiva dell'Austria-Ungheria fu la sempre più grave carenza di generi alimentari in tutto l'Impero: già nel 1915 si erano avute le prime sommosse per la mancanza di cibo e la situazione divenne catastrofica dopo il duro inverno 1916-1917; nel marzo 1917 molti soldati si offrivano volontari per il servizio in prima linea solo per avere accesso alle migliori razioni alimentari riservate ai combattenti.

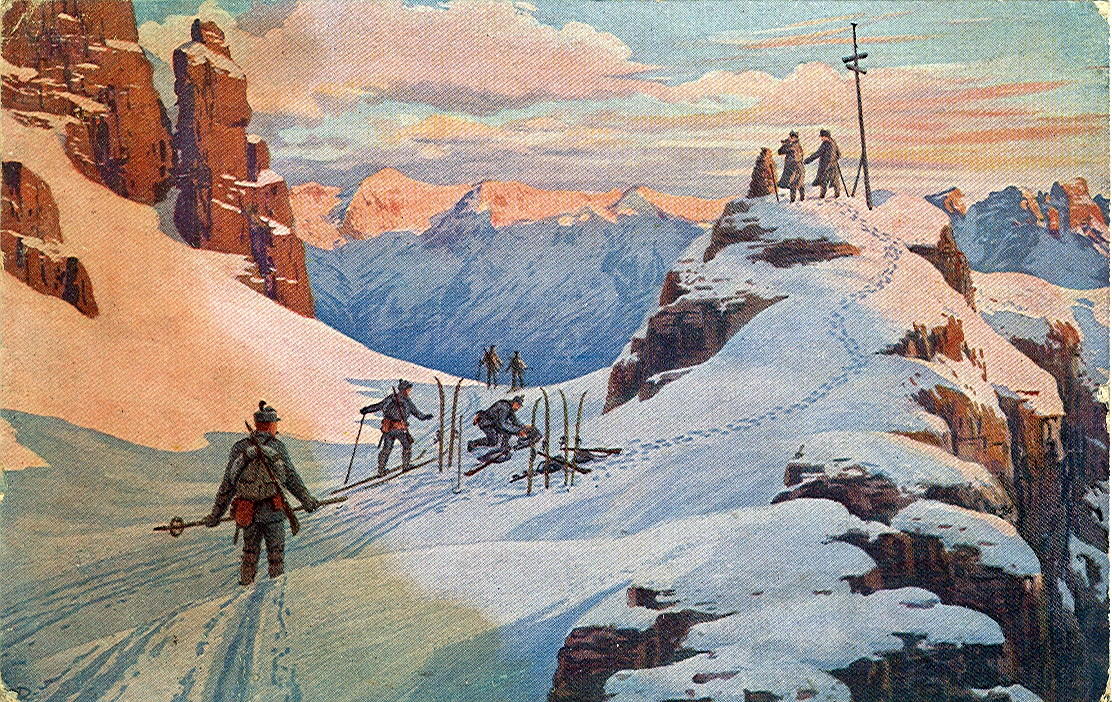
Cartolina propagandistica austro-ungarica dal titolo: "Nella lotta per il Tirolo - Un nuovo giorno"

Il morale dei soldati italiani andò progressivamente calando con il proseguire delle battaglie sull'Isonzo, fino al tracollo di Caporetto. L'inizio delle ostilità fu accolto con un sentimento sostanzialmente positivo: i più entusiasti erano i volontari "irredentisti" di nazionalità italiana (trentini, giuliani, fiumani e dalmati) provenienti dalle terre soggette al controllo dell'Impero austro ungarico, i quali però non erano che un'esigua minoranza (tra questi, si offrirono volontari per il Regio Esercito 881 triestini e, secondo le stime, tra 710 e 859 trentini), oltretutto guardata con sospetto dagli altri soldati come possibili spie asburgiche.
La massa della truppa accettò senza particolare opposizione la mobilitazione, ma la segretezza del patto di Londra rese difficile spiegare loro le ragioni e gli obiettivi del conflitto se non per grandi e generiche linee. Il morale crollò dopo l'esperienza delle prime battaglie sull'Isonzo, dove scontri sanguinosi portavano a miseri guadagni territoriali a mala pena visibili su una carta geografica, una situazione aggravata anche dalle pessime condizioni igieniche e dalla improvvisazione delle posizioni italiane (voluta anche per ragioni propagandistiche: vista l'enfasi sull'offensiva a oltranza, si riteneva contraddittorio spendere energie per allestire solide e confortevoli postazioni difensive).
La popolazione civile aveva scarsa percezione di ciò che accadeva al fronte. Già dopo la seconda battaglia dell'Isonzo, viste le immani perdite, il comando italiano diramò l'ordine di non divulgare le statistiche sulle vittime se non fosse stato assolutamente necessario, togliendo ogni credibilità ai bollettini ufficiali. La situazione non era migliore sotto il profilo dei resoconti giornalistici: come in tutte le nazioni belligeranti, i giornalisti ammessi nel teatro di operazioni, accreditati in numero ridotto e soggetti a forte censura, interpretarono il loro ruolo in senso patriottico, come sostenitori della propria nazione e della necessità della vittoria finale, più che come autori di una cronaca fedele e veritiera dei fatti da sottoporre all'opinione pubblica. Quando la realtà poteva apparire come disfattismo, erano gli stessi giornalisti ad autocensurarsi, finendo però per alimentare l'insensibilità dell'alto comando a qualsiasi critica al suo operato. In questo scenario gli unici resoconti veritieri della vita al fronte non potevano che essere quelli dei soldati rientrati a casa per una licenza: un forte calo del sostegno dell'opinione pubblica alla guerra si registrò nel Natale del 1915, in coincidenza con il rientro a casa dal fronte di varie migliaia di soldati, fatto che spinse il comando a imporre una severa stretta sulla concessione di licenze con conseguenti danni al morale delle truppe.

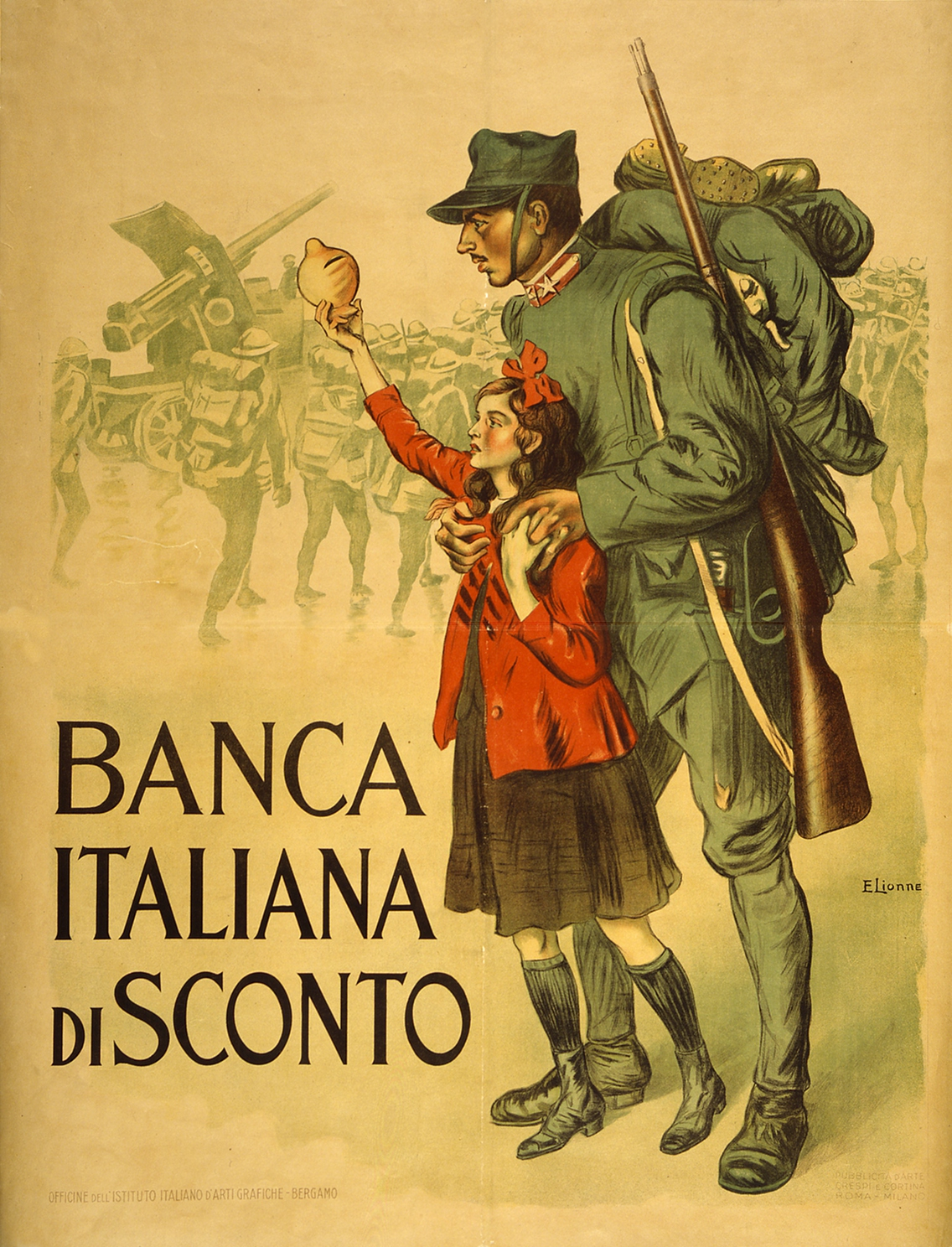
Manifesto propagandistico italiano per la sottoscrizione di prestiti di guerra

Se Cadorna era sempre pronto a denunciare i resoconti disfattisti dannosi per il morale delle truppe, al tempo stesso mostrò aperto disinteresse per attività che potessero invece migliorare il morale dei soldati al fronte: la realizzazione di "giornali di trincea", scritti da soldati per i soldati, ricevette scarsa considerazione dai comandi e alcune opere come le "case dei soldati" realizzate dal presbitero Giovanni Minozzi, luoghi dove gli uomini smontati dal fronte potessero rilassarsi, leggere e studiare, erano iniziative in forma praticamente individuale. Inevitabilmente, questa situazione favorì insubordinazioni e ammutinamenti: già l'11 dicembre 1915 si verificò il primo episodio su vasta scala, quando 500 uomini della Brigata "Ferrara", reduci da sanguinosi scontri sul San Michele, protestarono violentemente per la mancata concessione di un turno di riposo. Due uomini furono condannati a morte da una corte marziale riunita nemmeno 24 ore dopo l'episodio.

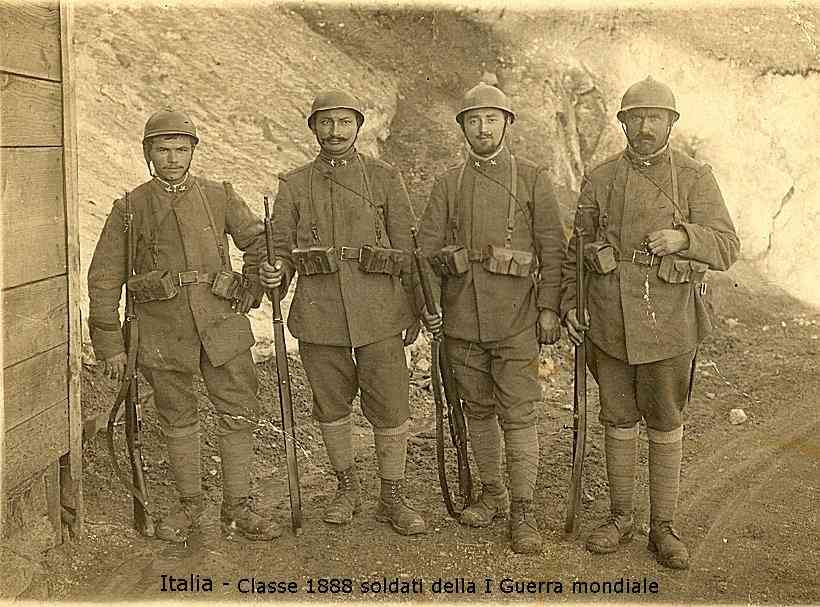
Soldati italiani nel 1916

La risposta dell'alto comando italiano agli episodi di insubordinazione tra le truppe fu il ricorso spietato a metodi di repressione violenta. In tutti gli eserciti belligeranti i tribunali militari agivano con scarsa attenzione ai diritti degli imputati e ai principi dell'equo processo, e molti dei comandanti in capo mostravano disprezzo per le norme legali che ostacolavano una rapida applicazione di pene severe ed esemplari. Cadorna fu l'unico però a pretendere per sé il diritto di adattare ai propri fini il sistema di giustizia militare: dopo aver deplorato la riluttanza dei tribunali a emettere sentenze capitali e aver incoraggiato i comandanti sul campo a ricorrere alle esecuzioni sommarie, una direttiva dell'alto comando del settembre 1915 prescrisse di convocare formali tribunali militari solo quando si aveva la certezza dell'emissione di una pena severa, altrimenti era sufficiente una corte improvvisata sul campo, senza magistrati militari e senza possibilità di appellare le sentenze. Il 26 maggio 1916 si verificò il primo caso documentato di decimazione, una pratica seguita durante la guerra nel solo esercito italiano: quando alcune centinaia di soldati di un reggimento inviato ad Asiago per opporsi alla Strafexpedition si presentarono all'appello con un giorno di ritardo, il colonnello comandante del reparto scelse a sorte dodici uomini e li fece fucilare per diserzione; la pratica della decimazione non era prevista dal Codice penale militare, ma Cadorna la approvò incondizionatamente con una direttiva del novembre 1916. Non appena i soldati si resero conto che potevano essere giustiziati a prescindere dalle loro azioni individuali, ne furono terrorizzati e indotti all'ubbidienza assoluta.
A dispetto di alcune denunce presentate da deputati socialisti, né il governo né il parlamento avviarono indagini sulla condotta dei tribunali militari italiani prima della fine della guerra. Al settembre 1919, quando fu infine proclamata un'amnistia per i reati commessi in guerra, i tribunali avevano avviato 350 000 processi di cui 210 000 giunti a sentenza, con 4 028 condanne a morte (729 eseguite); i casi censiti di esecuzione sommaria o tramite decimazione sono più di 300, anche se alcune stime arrivano oltre il migliaio di vittime. A titolo di paragone l'esercito francese, che disponeva di un numero doppio di effettivi dell'esercito italiano e che nel maggio 1917 sperimentò una serie di ammutinamenti su vasta scala arrivati a interessare quasi metà delle divisioni al fronte, registrò un totale di 600 soldati fucilati durante tutta la guerra e non più di una dozzina di casi di esecuzione sommaria.

### La disfatta di Caporetto

Carta della battaglia di Caporetto

Con la linea austro-ungarica intorno a Gorizia a rischio di collasso a seguito dell'undicesima battaglia dell'Isonzo, l'alto comando di Vienna si appellò ai tedeschi perché contribuissero a una controffensiva sul fronte italiano; Paul von Hindenburg ed Erich Ludendorff, comandanti supremi dell'esercito guglielmino, si accordarono quindi con il nuovo capo di stato maggiore austro-ungarico Arthur Arz von Straussenburg per l'organizzazione di un'offensiva combinata. Il generale tedesco Konrad Krafft von Dellmensingen fu inviato al fronte per un sopralluogo, che durò dal 2 al 6 settembre; terminate le varie verifiche e dopo aver vagliato le probabilità di vittoria, Dellmensingen tornò in Germania per approvare l'invio degli aiuti, sicuro anche che la Francia, dopo il fallimento della seconda battaglia dell'Aisne ad aprile, non avrebbe attaccato.

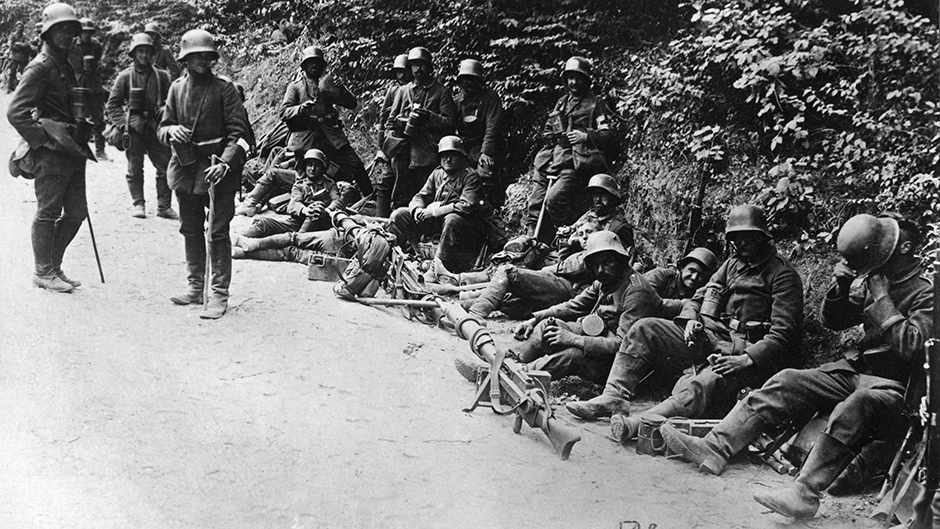
Un plotone d'assalto tedesco nel settore di Caporetto

Sette divisioni tedesche di eccellente livello furono unite ad altre cinque divisioni austro-ungariche nella nuova 14ª Armata sotto il generale Otto von Below, sostenuta da più di 1 000 pezzi di artiglieria; l'ammassamento delle forze degli Imperi centrali sull'alto corso dell'Isonzo, tra Plezzo e Tolmino, iniziò ai primi di settembre. Rapporti dalla ricognizione aerea e resoconti dei disertori riferirono agli italiani del movimento di truppe tedesche dirette nella zona dell'alto Isonzo e il 18 settembre Cadorna decise di passare a una linea difensiva nell'attesa degli eventi. L'alto comando dimostrò tuttavia notevole scetticismo circa le notizie di un imminente attacco in forze e ancora il 23 ottobre Cadorna formulò la previsione che non vi sarebbe stata alcuna operazione di rilievo almeno fino alla primavera del 1918.
Alle 02:00 in punto del 24 ottobre le artiglierie austro-tedesche iniziarono a colpire le posizioni italiane dal monte Rombon all'alta Bainsizza, alternando lanci di gas a granate convenzionali, colpendo in particolare tra Plezzo e l'Isonzo; il fuoco preparatorio fu molto preciso, troncando ben presto le comunicazioni tra i comandi e le unità di prima linea: l'artiglieria italiana del XXVII Corpo d'armata comandato dal generale Pietro Badoglio rimase isolata e non aprì alcun fuoco di risposta. Quello stesso giorno gli austro-tedeschi attaccarono il fronte dell'Isonzo a nord, convergendo su Caporetto, un settore rimasto tranquillo dalla fine del 1916 e difeso solo da dieci delle trenta divisioni della 2ª Armata del generale Capello: mettendo in pratica le nuove tattiche di infiltrazione già sperimentate con successo sul fronte orientale, le truppe tedesche forzarono i punti deboli dello schieramento italiano, muovendo nei fondovalle per aggirare e prendere alle spalle le postazioni poste sulle cime delle montagne. Il fronte della 2ª Armata si sgretolò rapidamente e alle 17:00 i primi reparti tedeschi fecero il loro ingresso nella stessa Caporetto. Durante il primo giorno di battaglia gli italiani persero all'incirca, tra morti e feriti, 40 000 soldati e altrettanti si ritrovarono intrappolati sul Monte Nero, mentre i loro avversari ebbero circa 6/7 000 vittime.

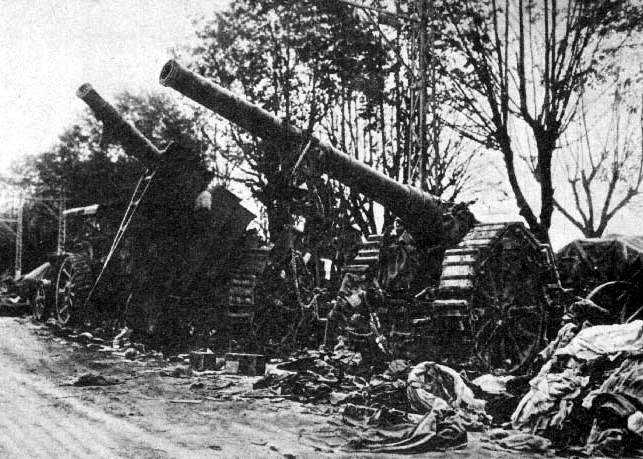
Pezzi d'artiglieria italiani abbandonati nella rotta di Caporetto

La notizia dello sfondamento filtrò con estrema lentezza fino al comando di Udine e solo la mattina del 25 ottobre la portata del disastro cominciò a profilarsi: il fronte era stato spezzato in più punti, il morale di diversi reparti era collassato e masse di uomini stavano defluendo con disordine verso le retrovie. Cadorna continuò a temporeggiare e solo alle 02:50 del 27 ottobre ordinò alla 2ª e alla 3ª Armata di ripiegare sulla linea del fiume Tagliamento: la ritirata delle forze del Duca d'Aosta, già preparata dal suo comandante, si svolse con un certo ordine, ma i reparti di Capello furono praticamente abbandonati al loro destino, in una ritirata caotica caratterizzata da diserzioni e fughe. L'ampiezza del successo stupì gli stessi comandi austro-ungarici: Ludendorff, alle prese con la fase più critica della battaglia di Passchendaele sul fronte occidentale, aveva fretta di ritirate le divisioni tedesche, lasciando l'inseguimento alle armate di Borojević dal Carso e di Conrad dal Trentino, ma le cattive comunicazioni e la spossatezza dei reparti ritardarono la progressione degli austro-ungarici.
La sera del 28 ottobre gli austro-germanici attraversarono il confine prebellico. Cadorna sperava di poter trattenere il nemico sul Tagliamento, ma il 2 novembre una divisione austro-ungarica riuscì ad attraversare il fiume a monte, stabilendo una testa di ponte sulla sponda occidentale, e il mattino del 4 novembre l'alto comando italiano ordinò una ritirata generale dell'intero esercito fino al fiume Piave. Gli Imperi centrali mantennero la loro pressione sui reparti in ripiegamento: a Longarone il 9 novembre furono catturati 10 000 uomini e 94 cannoni appartenenti alla 4ª Armata del generale Mario Nicolis di Robilant e in un'altra occasione la 33ª e 63ª Divisione italiana consegnarono, dopo aver tentato di uscire dall'accerchiamento, 20 000 uomini. In pianura però gli austro-tedeschi non ebbero analogo successo e molte unità italiane si riorganizzarono una volta raggiunta la linea del Piave; alle 12:00 del 9 novembre il ripiegamento dietro il fiume fu completato e i ponti furono fatti saltare.
La battaglia di Caporetto si tradusse in un disastro per gli italiani: le perdite ammontarono a 12 000 morti, 30 000 feriti e 294 000 prigionieri, con altri 400 000 soldati sbandati verso l'interno del paese. Le perdite materiali comprendevano più di 3 000 cannoni e 1 600 veicoli a motore, mentre l'area ceduta aveva un'ampiezza di 14 000 km².

### Cadorna viene sostituito, l'esercito si riorganizza

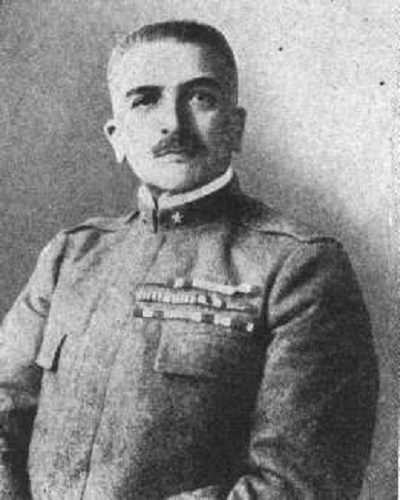
Armando Diaz, nuovo capo di stato maggiore del Regio Esercito a partire dall'8 novembre 1917

La disfatta di Caporetto provocò vari rivolgimenti in seno agli alti comandi italiani. Il governo Boselli andò incontro a un voto di sfiducia e il 30 ottobre 1917 fu rimpiazzato da un esecutivo guidato da Vittorio Emanuele Orlando; il 9 novembre, dopo molte insistenze da parte del nuovo presidente del consiglio, Cadorna lasciò il comando dell'esercito nelle mani del generale Armando Diaz e assunse la carica di rappresentante italiano presso il neocostituito Consiglio militare interalleato a Versailles.
La nuova linea difensiva italiana si attestò lungo la sponda meridionale del Piave, dalla foce sul mare Adriatico fino al massiccio del monte Grappa a ovest, da dove si ricollegava poi al vecchio fronte sull'altopiano di Asiago e nel Trentino meridionale. Il nuovo fronte era più corto di circa 170 chilometri, un fatto che aiutava gli italiani: Diaz poteva schierare solo 33 divisioni intatte e pronte al combattimento, circa metà di quelle disponibili prima di Caporetto. Per rimpinguare i ranghi si ricorse alla mobilitazione dei diciottenni della classe 1899 (i cosiddetti "Ragazzi del '99") e per il febbraio 1918 altre 25 divisioni erano state ricostituite. Entro l'8 dicembre 1917 sei divisioni francesi e cinque britanniche con artiglieria e unità di supporto (in tutto circa 130 000 francesi e 110 000 britannici) erano affluite in Italia e, sebbene non entrate subito in azione, funsero da riserva strategica permettendo al Regio Esercito di concentrare le proprie truppe in prima linea. I tedeschi, al contrario, trasferirono a occidente metà dei propri cannoni già a novembre e poi il grosso delle proprie truppe ai primi di dicembre, lasciando soli gli austro-ungarici.
Il primo segno di riscossa dei reparti italiani avvenne per merito della 4ª Armata del generale di Robilant che, stanziata sul Cadore, si era ritirata il 31 ottobre con l'ordine di organizzare la difesa del monte Grappa e di realizzare la saldatura tra le truppe dell'Altopiano di Asiago e quelle schierate lungo il Piave; la nuova posizione da difendere a tutti i costi era di vitale importanza per l'intero esercito, dato che una sua caduta avrebbe trascinato con sé l'intero fronte. L'armata riuscì a mantenerla contro vari assalti degli austro-ungarici a metà novembre. Gli austro-ungarici fermarono poi gli attacchi in attesa della primavera successiva, anche se piccole schermaglie si protrassero fino al 23 dicembre; la fine della guerra contro la Russia consentì poi alla maggior parte delle truppe impiegate sul fronte orientale di spostarsi su quello italiano, in vista di un'offensiva risolutiva.

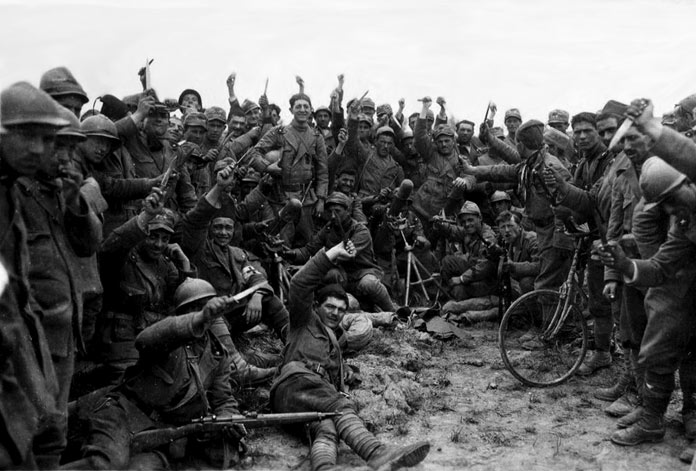
Un gruppo di Arditi italiani

Diaz dedicò molta cura a migliorare il trattamento dei soldati onde guarire i guasti del morale dei reparti: la giustizia militare rimase severa ma furono abbandonate le pratiche più rigide, prima tra tutte la decimazione; vi furono miglioramenti nel vitto e nell'allestimento delle postazioni, fu aumentata la paga e la frequenza e durata delle licenze. Fra le risorse messe in campo per reagire alla disfatta e riarmare lo spirito di resistenza dei soldati, si fece ricorso a un certo numero di intellettuali e artisti scelti fra i soldati competenti in quelle aree, che furono impegnati nella redazione dei giornali di trincea per curare il morale, intrattenere le armate impegnate nella difesa del Piave e i soldati nelle retrovie. Proprio nel periodo tra Caporetto e Vittorio Veneto, l'utilizzo di disegnatori, illustratori e pittori si fece più che mai importante: questi furono incaricati di creare vignette per i giornali delle armate, manifesti propagandistici, cartoline e in generale per rendere più efficace e comunicativo l'immaginario della guerra e delle vicende al fronte. Queste "truppe scelte" dell'intellettualità militare trovarono identità e voce nel servizio P (Propaganda), diretto ad attuare una capillare campagna di promozione dello spirito patriottico, utilizzando la psicologia, la pedagogia e soprattutto la retorica.
Parallelamente il servizio P pianificò e migliorò la censura, soprattutto per quanto riguardava i giornali. In questo caso si diede maggior impegno nel rendere le notizie più semplici e di carattere ideologizzante, eliminando dai giornali destinati alle truppe i rapporti con i paesi alleati, gli avvenimenti in Russia, i quattordici punti di Wilson e soprattutto la pace. Allo stesso tempo veniva elogiata la guerra dell'Italia, le notizie avevano un carattere educativo e politico, dirette in particolare al soldato, che in questo modo manteneva un contatto col paese: si otteneva così una propaganda senza l'utilizzo di rime o manifesti altisonanti, ma col naturale commento delle notizie. Fondamentale era perciò la collaborazione nella stesura dei giornali dei soldati stessi, a volte redatti da piccolissimi reparti, dove il fante aveva l'opportunità di leggere e immedesimarsi nelle vignette divertenti, fatte spesso da uomini che conosceva, che celebravano il suo reparto e rappresentavano la vita in trincea con umorismo.

### L'ampliamento della forza aerea

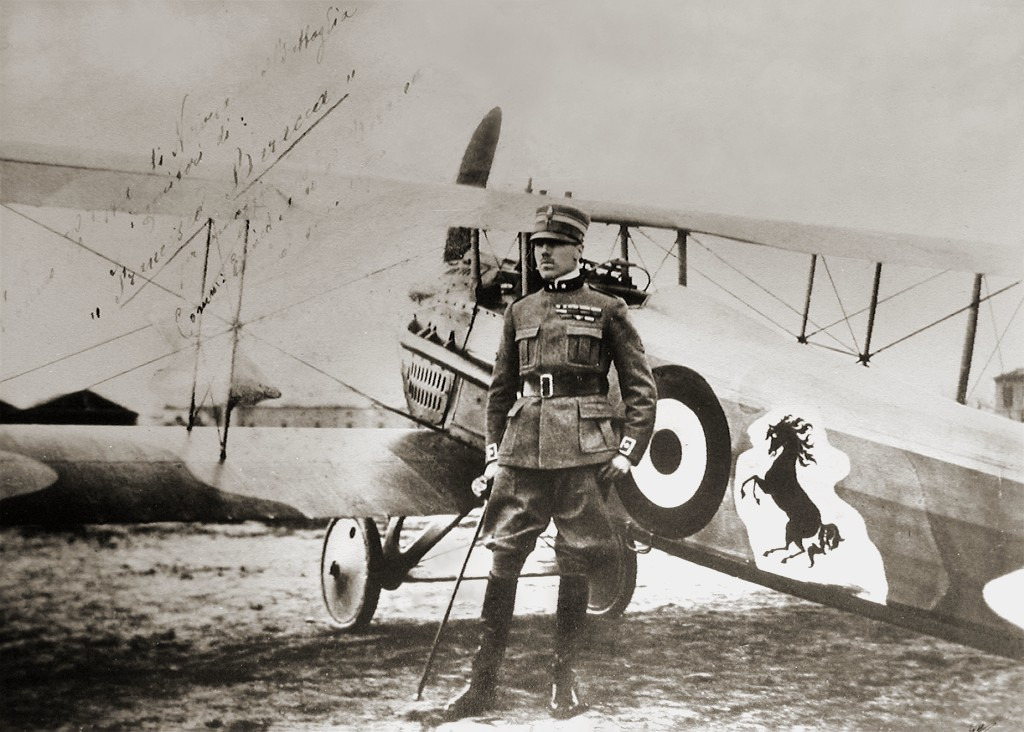
Francesco Baracca accanto al suo aereo da caccia SPAD S.XIII

Quando allo scoppio del conflitto l'Italia si era dichiarata neutrale, era stato varato un intenso programma di addestramento e riorganizzazione dei reparti aerei, che furono inquadrati nel Corpo Aeronautico Militare (CAM) anche se, proprio a causa della sua tardiva entrata in guerra, l'aeronautica non poté beneficiare fin dall'inizio dei progressi tecnici in campo aviatorio che invece avevano interessato gli altri paesi. Le 15 squadriglie divise in tre gruppi che componevano il CAM furono distribuite tra la 2ª Armata (2º Gruppo volo), la 3ª Armata (1º Gruppo volo) e a difesa della città di Pordenone (3º Gruppo caccia terrestre), mentre la sezione idrovolanti in seno alla marina fu schierata lungo la costa adriatica. Alla data della terza battaglia dell'Isonzo però la forza aerea subì dei grossi cambiamenti: la crescente necessità di velivoli per ricognizione e bombardamento portò un incremento della forza complessiva del CAM, che arrivò a contare 35 squadriglie dotate dei più moderni aerei di progettazione italiana e francese.
Più o meno verso la fine del 1917, il CAM subì un'ulteriore riorganizzazione, dotandosi di una struttura di comando semplificata, che rifletteva le accresciute dimensioni e l'importanza assunte dal servizio aereo. Adesso ciascuna delle armate italiane possedeva un proprio reparto di volo, mentre il comando supremo disponeva di un'unità aerea autonoma incaricata di effettuare missioni di ricognizione a lungo raggio e di bombardamento dalla regione di Udine, a supporto delle operazioni di terra sul fronte dell'Isonzo. In termini generali il CAM, nei primi mesi del 1917, giunse a schierare 62 squadriglie, dodici delle quali erano ora incaricate di compiti da caccia ed equipaggiate con monoposto Nieuport costruiti su licenza dalla Aermacchi. La forza aerea intervenne in appoggio alle operazioni sull'Isonzo e la Bainsizza, mentre i bombardieri Caproni attaccarono più volte l'arsenale di Pola in agosto e la base navale di Cattaro in ottobre.
Al momento della battaglia di Caporetto erano state organizzate altre 15 squadriglie da caccia; nonostante la disfatta che costrinse i reparti dell'aviazione a ripiegare e abbandonare molti mezzi e materiali, esse crebbero ancora di numero nel corso del conflitto, tanto che al momento dell'armistizio la forza caccia italiana era di 75 squadriglie in tutto (comprese tre squadriglie francesi e quattro britanniche). Al termine del conflitto la forza aerea del CAM era in costante aumento: i reparti aerei in prima linea potevano contare su 1 758 velivoli e mentre nel 1915 l'industria bellica italiana aveva sfornato solo 382 aerei e 606 motori aeronautici, nel 1918 i velivoli prodotti furono 6 488 e i motori ben 14 840.

## Il 1918

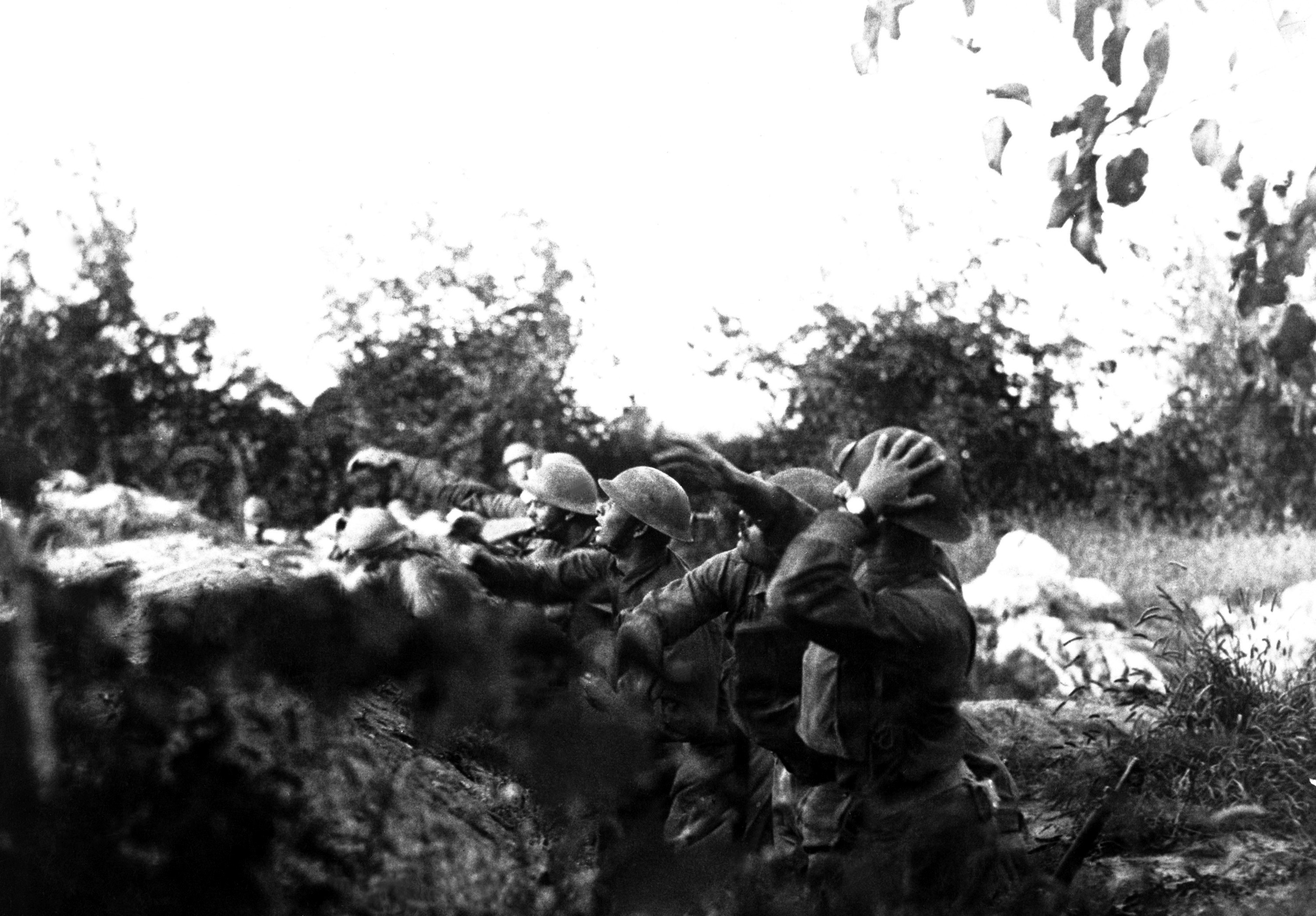
Truppe statunitensi sul fronte del Piave, settembre 1918

All'inizio del 1918 la situazione era critica per l'Austria-Ungheria: dopo che i francesi ebbero reso pubblico il tentativo di pace separata intrapreso da Carlo I nel marzo 1917, i tedeschi imposero all'alleato una quasi totale sottomissione economica e politica, e in vista delle loro offensive di primavera sul fronte occidentale, imposero agli austro-ungarici un nuovo attacco sul fronte italiano. I margini di manovra per gli austro-tedeschi andavano però progressivamente riducendosi: la situazione degli Imperi centrali sul piano dei rifornimenti, sia alimentari sia di materie prime, si faceva sempre più precaria, mentre al contrario i rifornimenti statunitensi, almeno sul fronte occidentale, iniziavano ad avere un peso effettivo sul bilancio della guerra.
Le forze imperial-regie erano allo stremo dopo il grande sforzo militare e logistico di Caporetto, che non aveva prodotto un completo crollo dell'esercito italiano: le 53 divisioni ammassate al fronte avevano un numero di effettivi pari alla metà se non meno dell'organico previsto, i ranghi erano pieni di reclute diciassettenni o di anziani e il tracollo della produzione industriale aveva iniziato a riflettersi negativamente sulle dotazioni di armi ed equipaggiamenti. La propaganda degli Alleati, ora molto pervicace, aveva fatto breccia tra le truppe, rendendo sempre più auspicabile ai soldati una rapida conclusione delle ostilità. La carenza di cibo in tutta la nazione si era fatta catastrofica e ai tumulti organizzati dai gruppi nazionalisti o dai movimenti socialisti, ispirati dalla rivoluzione russa, si aggiunsero vere e proprie sommosse per il pane: ad aprile 1918 almeno sette divisioni erano state richiamate in patria per il mantenimento dell'ordine. Lo stesso generale Borojević suggerì di non sacrificare ciò che rimaneva dell'esercito in ormai inutili offensive, bensì di conservarlo per far fronte ai disordini, ma l'alto comando fu irremovibile dai suoi piani per un attacco risolutivo sul fronte italiano.

### L'ultimo attacco austro-ungarico
In sede di pianificazione del colpo finale da vibrare all'Italia, sorse un'accesa disputa tra i generali von Hötzendorf, che era stato posto al comando del settore trentino, e Borojević. Il primo riteneva più vantaggioso che l'offensiva si sviluppasse sul Grappa, mentre il secondo riteneva che la direttrice principale doveva puntare sull'isola Grave di Papadopoli, alle foci del Piave. Intervenne allora l'arciduca Giuseppe Augusto d'Asburgo-Lorena che, per accontentare i due ufficiali, decise di autorizzare l'attacco da entrambi i settori, diluendo le forze lungo tutto il fronte.

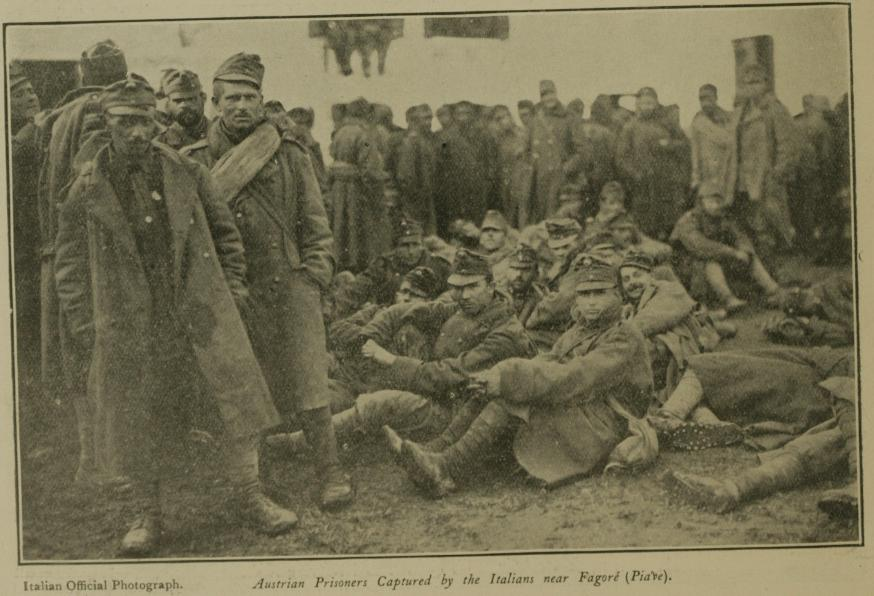
Prigionieri austro-ungarici catturati sul Piave

Il 15 giugno la progettata offensiva ebbe inizio, dopo aver radunato circa 678 battaglioni e 6 800 pezzi d'artiglieria, cui gli italiani potevano opporre 725 battaglioni e 7 500 pezzi d'artiglieria: per prima cosa, fu eseguita una diversione al passo del Tonale, che fu facilmente rintuzzata; il generale Diaz, peraltro, non se ne preoccupò. Infatti gli obiettivi dell'offensiva erano stati rivelati agli italiani da alcuni disertori, permettendogli di spostare due armate nelle zone designate dai comandi austro-ungarici. Perciò l'offensiva di Conrad sul monte Grappa si risolse quasi subito in un grave insuccesso, con miseri guadagni territoriali in poco tempo annullati dai contrattacchi italiani. Sul Piave la situazione sembrò in un primo momento migliore, le truppe di Borojević furono capaci di attraversare il fiume e costituire una serie di teste di ponte, in particolare nella zona del Montello; entro il primo giorno 100 000 soldati austro-ungarici furono traghettati sulla sponda meridionale del Piave, ma le acque ingrossate dalle piogge e il fuoco dell'artiglieria italiana impedirono di stabilire un sicuro passaggio sul fiume. Già il secondo giorno divenne chiaro che l'offensiva era fallita: gli austro-ungarici furono confinati sulle rive dalla caparbia resistenza degli italiani, che il 19 giugno passarono al contrattacco. Senza più riserve con cui alimentare l'offensiva, il mantenimento delle teste di ponte diveniva inutile e la sera del 20 giugno l'alto comando austro-ungarico ordinò la ritirata. Gli ultimi reparti di Borojević lasciarono la sponda meridionale il 23 giugno, concludendo così la battaglia.
Dopo sei mesi di rinforzo e riorganizzazione l'esercito italiano fu capace di resistere all'attacco, ma Diaz non sfruttò l'occasione per contrattaccare perché, temendo che la controffensiva non avrebbe avuto l'effetto sperato, preferì aspettare i rinforzi statunitensi, che però gli furono negati: in Italia fu inviata una modesta missione militare, al comando del brigadier generale Charles Treat e forte di solo un reggimento (colonnello William Wallace) con pochi reparti di supporto. Il Regio Esercito rimase quindi sulla difensiva, anche perché le perdite furono elevate: 87 000 uomini di cui ben 43 000 prigionieri; anche lo schieramento austro-ungarico aveva molto sofferto, con un totale di 117 000 vittime (24 000 i prigionieri). Determinante per le forze italiane era stato l'apporto dell'aviazione, soprattutto nelle azioni d'appoggio tattico, di bombardamento e d'interdizione: il corpo però subì la perdita, il 19 giugno, dell'asso Francesco Baracca, abbattuto sul Montello. La conquista della supremazia aerea da parte italiana fu confermata dal pacifico volo su Vienna, operato da sette biplani monomotori SVA il 9 agosto 1918 che, guidati da Gabriele D'Annunzio, lanciarono migliaia di manifesti propagandistici in un'azione che ebbe una vastissima eco morale e propagandistica sia in Italia sia all'estero, e compromise sensibilmente l'opinione pubblica dell'Impero asburgico..

### L'offensiva dell'esercito italiano

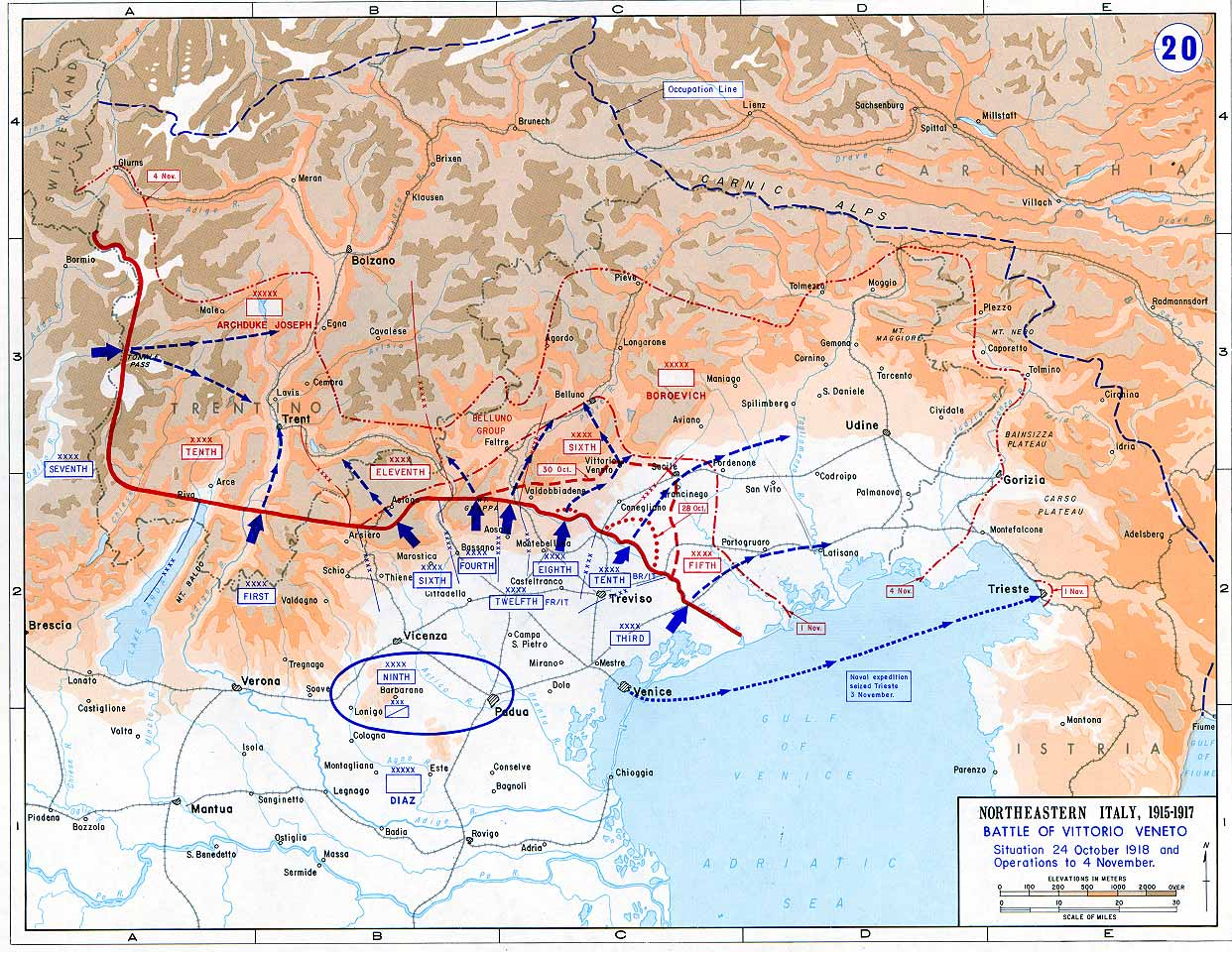
Il fronte italiano nel 1918 e la battaglia di Vittorio Veneto

Tra luglio e ottobre 1918 la consistenza delle forze austro-ungariche sul fronte italiano scese da 650 000 a 400 000 effettivi; agli uomini messi fuori combattimento dalle malattie (l'influenza spagnola fece la sua comparsa attorno a Padova in luglio e da qui si spostò verso est) e dalla carenza di viveri, si sommarono le sempre più estese diserzioni, favorite da una costante erosione del morale data dalla pervasiva propaganda nemica e dalla diffusione ormai incontrollata delle istanze nazionaliste nell'Impero. Anche così, tuttavia, le forze di Borojević mantennero una certa coesione: non vi furono ammutinamenti tra i soldati almeno fino alla fine di ottobre e anche allora furono limitati a pochi reparti. Sull'altro lato del fronte, le forze di Diaz continuavano invece a crescere. Per ottobre erano disponibili 57 divisioni di fanteria e quattro di cavalleria, tra cui tre divisioni britanniche, due francesi, una cecoslovacca e una legione romena, distribuite in una serie di armate più piccole e maneggevoli di quelle dei tempi delle battaglie dell'Isonzo; la superiorità degli Alleati in fatto di artiglieria e aerei era schiacciante, ma Diaz continuava a rimandare il lancio di un'offensiva risolutiva.
Ai primi di agosto 1918, ormai esaurito l'impeto dell'offensiva tedesca in Francia, gli Alleati passarono al contrattacco lungo l'intero fronte occidentale, e a settembre avevano ormai scardinato il complesso sistema fortificato tedesco. I ministri Orlando e Sonnino, e con loro gli alti comandi alleati, sollecitarono ripetutamente Diaz perché desse inizio all'attacco risolutivo e il generale dovette piegarsi. Il piano italiano fu pronto per il 9 ottobre e i primi ordini operativi raggiunsero i comandi il 12 ottobre: alla 4ª Armata del generale Gaetano Giardino fu affidato l'importante compito di dividere la massa austro-ungarica del Trentino da quella del Piave, attaccando sul fronte del monte Grappa; l'8ª (con il corpo d'assalto e gli arditi del Generale Francesco Saverio Grazioli, il quale diede un contributo determinante), la 10ª e la 12ª Armata avrebbero attaccato lungo il fiume. Diaz elaborò un piano di attacco massiccio su un unico punto invece che su tutta la linea, nel tentativo di sfondare le difese e tagliare le vie di collegamento con le retrovie; la scelta ricadde sulla cittadina di Vittorio Veneto, considerata un probabile punto di rottura, poiché in questa città si trovava la congiunzione tra la 5ª e la 6ª Armata austro-ungarica

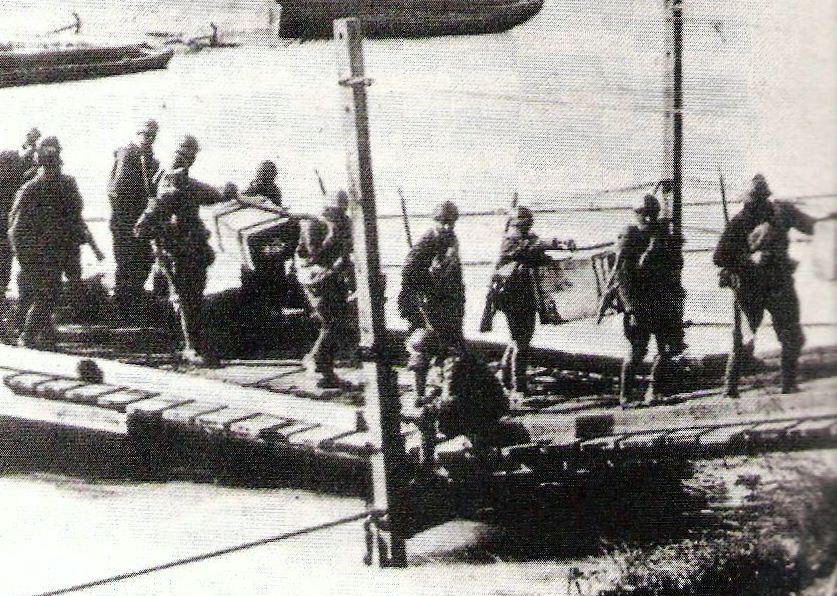
Truppe italiane attraversano il Piave durante la battaglia di Vittorio Veneto

L'attacco sul Grappa iniziò in perfetto orario il 24 ottobre, anche se le piogge e l'ingrossarsi delle acque del Piave avevano obbligato a posticipare l'inizio dell'offensiva lungo il corso del fiume; l'offensiva della 4ª Armata, però, sino al 28 ottobre non raccolse alcun successo e in alcuni punti le minime avanzate italiane subirono il pronto ed efficace contrattacco nemico. Le condizioni meteorologiche ritardarono l'inizio dell'offensiva sul Piave fino alla sera del 26 ottobre: le truppe italiane, britanniche e francesi riuscirono a stabilire delle teste di ponte sulla riva settentrionale nonostante la dura resistenza austro-ungarica e la difficoltà di gettare delle passerelle sul fiume in piena; il 28 ottobre il comando supremo italiano prescrisse la prosecuzione dell'offensiva a tempo indeterminato, finché l'attacco sul Piave non fosse uscito dalla fase di stallo.
L'Austria-Ungheria era ormai in preda a forti disordini interni, che si ripercossero sul fronte: i reparti imperiali iniziarono a dividersi su base etnica e nazionale, rifiutandosi di eseguire gli ordini degli alti comandi. Dopo aver ordinato un primo arretramento sul corso del fiume Monticano già il 28 ottobre, la sera del 29 il generale Borojević ottenne infine l'autorizzazione dall'alto comando ad avviare una ritirata generale lungo tutto il fronte; il 30 ottobre le forze italiane dilagarono in massa oltre il Piave, lanciandosi all'inseguimento dei reparti austro-ungarici: la resistenza delle retroguardie nemiche si rivelò debole e quella stessa mattina i primi contingenti italiani entrarono a Vittorio Veneto, circa 16 chilometri oltre il Piave, raggiungendo poi il corso della Livenza.

### Il collasso dell'impero

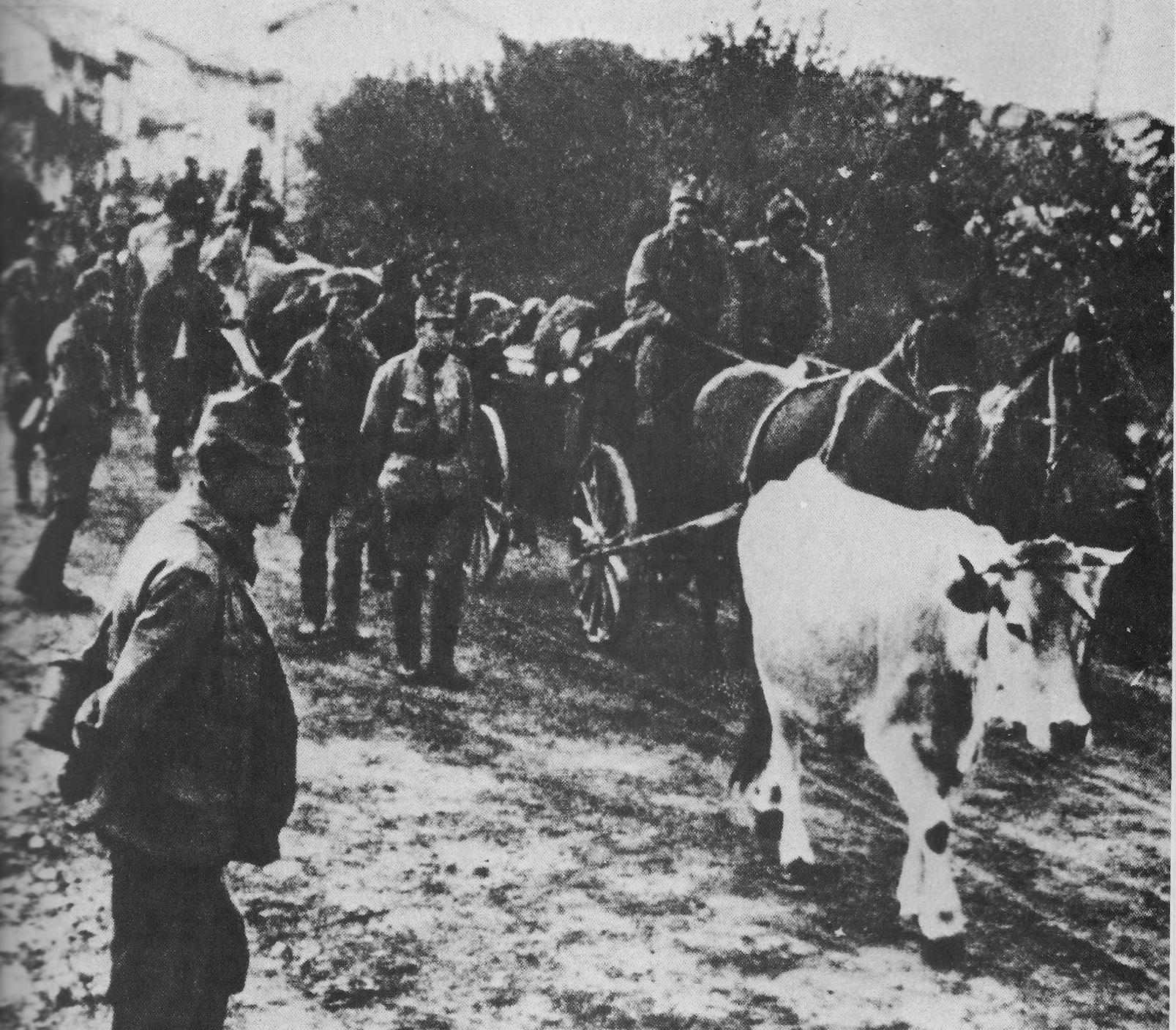
Truppe austro-ungariche in ritirata durante gli ultimi giorni di guerra

Il 28 ottobre l'Austria-Ungheria chiese agli Alleati l'armistizio. La nazione era al collasso e oramai i diversi movimenti indipendentisti stavano facendo di tutto per sfruttare la situazione. A Praga la richiesta di armistizio provocò una decisa reazione dei cechi: il Consiglio nazionale cecoslovacco si riunì a palazzo Gregor e assunse le funzioni di un vero e proprio governo, impartendo agli ufficiali austriaci nel castello di Hradčany l'ordine di trasferire i poteri e proclamando l'indipendenza dello Stato ceco. Quella sera le truppe austriache nel castello deposero le armi. Sempre il 28, il Parlamento croato dichiarò che, da quel momento, Croazia e Dalmazia avrebbero fatto parte di uno "Stato nazionale sovrano di sloveni, croati e serbi"; analoghe dichiarazioni pronunciate a Lubiana e Sarajevo legarono queste regioni all'emergente Regno dei Serbi, Croati e Sloveni.
Il 29 ottobre il Consiglio nazionale slovacco si associò in una nuova entità, insistendo sul diritto della regione slovacca alla "libera autodeterminazione". Il 30 ottobre, mentre Vienna si affannava per giungere all'armistizio con gli Alleati, il porto austriaco di Fiume, che da due giorni era parte del sedicente Regno serbo-croato-sloveno, proclamò la propria indipendenza chiedendo di unirsi all'Italia. A Budapest il conte Mihály Károlyi formò un governo ungherese e, avuto il consenso di Carlo I, rinnegò l'Ausgleich del 1867, quindi intavolò trattative con le forze francesi in Serbia; l'imperatore invece procedette a consegnare la k.u.k Kriegsmarine agli slavi meridionali e la flottiglia del Danubio all'Ungheria. Il 30 vide anche l'arrivo a Villa Giusti, vicino a Padova, della delegazione austro-ungarica per l'armistizio. Il 1º novembre Sarajevo si dichiarò parte dello "Stato sovrano degli slavi meridionali", mentre Vienna e Budapest erano scosse da rivoluzioni bolsceviche, che furono domate entro l'agosto 1919.

### L'armistizio
Le lunghe colonne di soldati, rifornimenti e artiglierie delle armate austro-ungariche in ritirata furono bersagliate da oltre 600 aerei italiani, francesi e britannici, un bombardamento feroce da cui gli uomini non avevano modo di difendersi.
(Bernard Garside, diciannovenne ufficiale britannico)
Il 3 novembre la delegazione firmò a Villa Giusti presso Padova l'armistizio che sarebbe entrato in vigore il giorno successivo. Lo stesso giorno gli italiani entrarono a Trento, la Regia Marina sbarcò truppe a Trieste, sul fronte occidentale gli Alleati accolsero la richiesta formale di armistizio avanzata dal governo tedesco. Alle ore 15:00 del 4 novembre sul fronte italiano cessarono i combattimenti; quella notte, ricordò l'ufficiale d'artiglieria britannico Hugh Dalton: « [...] il cielo era illuminato dalla luce dei falò e dagli spari di razzi colorati. [...] Dietro di noi, in direzione di Treviso, si sentiva un lontano rintocco di campane, e canti ed esplosioni di gioia ovunque. Era un momento di perfezione e compimento».
Il generale Armando Diaz diede notizia all'intero paese della conclusione del conflitto firmando l'ultimo bollettino di guerra, passato poi alla storia come il Bollettino della Vittoria, che concludeva con queste parole: « [...] i resti di quello che fu uno dei più potenti eserciti del mondo, risalgono in disordine e senza speranza le valli che avevano disceso con orgogliosa sicurezza».
Il giorno seguente furono occupate Rovigno, Parenzo, Zara, Lissa; la città di Fiume, pur non prevista tra i territori nei quali sarebbero state inviate forze italiane come specificato da alcune clausole dell'armistizio, fu occupata in seguito al proclama d'unione all'Italia, emanato il 30 ottobre dal Consiglio nazionale. L'esercito forzò anche la linea del patto di Londra e diresse su Lubiana, ma fu fermato poco oltre Postumia dalle truppe serbe. Fu invece in base all'art. 4 dell'armistizio di Villa Giusti che l'Italia legittimò la sua occupazione oltre la linea del Brennero. La precarietà della situazione e il timore diffuso che il conflitto contro la Germania potesse ancora protrarsi per un paio di mesi spinsero infatti le autorità militari a ordinare l'avanzata del III Corpo d'armata su Landeck e Innsbruck. L'occupazione fu quindi giustificata con la necessità «di assicurare all'Esercito italiano due solide teste di ponte sull'Inn per ogni eventuale cambiamento di situazione». Al suo culmine il contingente italiano raggiunse il numero di 20/22 000 uomini, che si ridussero gradualmente fino al definitivo ritiro avvenuto entro il dicembre 1920.

## Bilancio e conseguenze

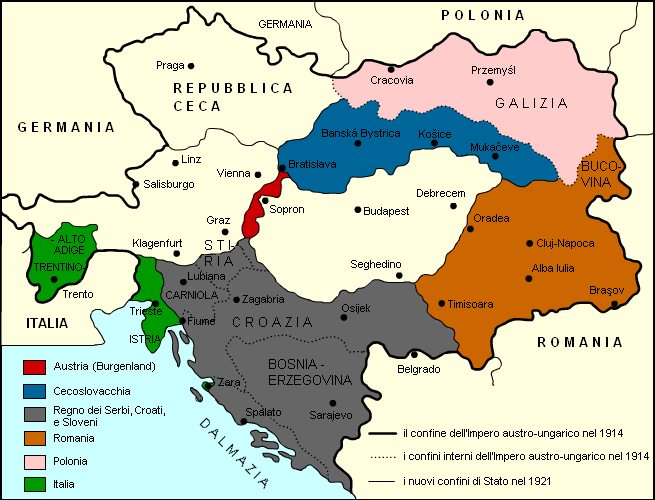
Lo smantellamento dell'Austria-Ungheria secondo i trattati di pace

All'indomani dell'armistizio, i problemi militari dell'Italia erano numerosi e andavano dal consolidamento di una nuova linea di confine alla riorganizzazione dei servizi territoriali e delle unità combattenti, dall'assistenza alle popolazioni delle terre liberate e occupate alla raccolta del bottino di guerra, dal riordino degli ex prigionieri che affluivano numerosi. Al contempo, il governo riteneva imperativo iniziare la smobilitazione, reclamata a gran voce dal paese.
Il problema maggiore nell'immediato dopoguerra per l'esercito fu comunque la riorganizzazione dell'apparato militare, che necessitava di un ammodernamento. Se Caporetto fu essenzialmente una sconfitta dovuta all'imprevidenza e alle sottovalutazioni dell'alto comando, numerosi furono gli episodi che rivelarono inadeguatezze nella conduzione delle operazioni e scarsa adattabilità alle esigenze moderne; la strage sofferta sull'Ortigara aveva offerto un chiaro esempio di ostinato rifiuto nell'azione in profondità e l'insistenza sull'offensiva ad ampio fronte. Si poneva quindi la necessità di snellimento dei reparti in vista di una maggiore autonomia, manovrabilità e potere decisionale, così come avevano fatto con profitto le forze austro-tedesche.
Alla conferenza di pace di Parigi, la delegazione italiana capitanata da Orlando impugnò il patto di Londra del 1915 e domandò, oltre alla sua integrale applicazione, anche la concessione della città di Fiume, in virtù della maggioranza etnica italiana e del proclama del 30 ottobre. La città però, in base al patto, era stata espressamente assegnata quale principale sbocco marittimo a un eventuale Stato croato o ungherese: gli Alleati negarono fin dall'inizio le richieste dell'Italia, i cui dirigenti peraltro erano divisi su come agire. Se Orlando, amareggiato, abbandonò per protesta la conferenza di pace, il nuovo presidente del consiglio Francesco Saverio Nitti ribadì la posizione italiana e nel contempo iniziò delle trattative dirette col nuovo Regno dei Serbi, Croati e Sloveni.

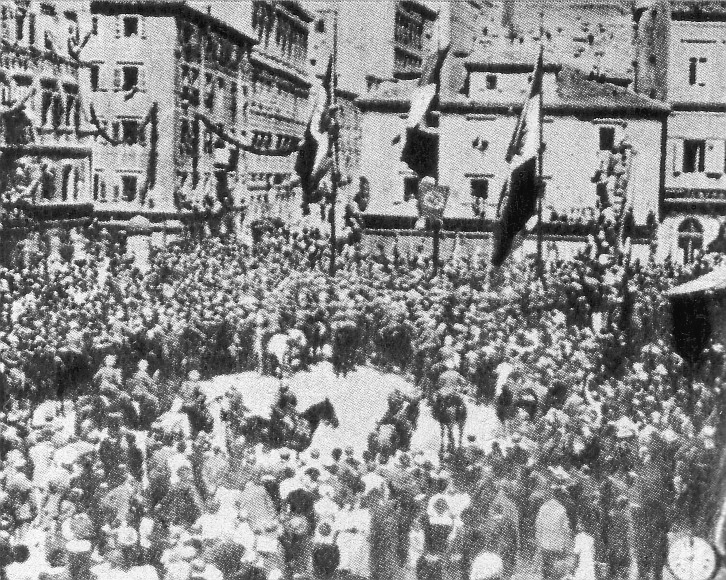
I legionari italiani proclamano l'istituzione della Reggenza del Carnaro a Fiume

Il 10 settembre 1919 Nitti sottoscrisse il trattato di Saint-Germain, che definiva i confini italo-austriaci ma non quelli orientali. La neonata Prima Repubblica Austriaca cedette all'Italia il Trentino-Alto Adige, l'Istria, l'intera Venezia Giulia fino alle Alpi Giulie (incluse la cittadina di Volosca e le isole del Carnaro), la Dalmazia settentrionale nei suoi confini amministrativi fino al porto di Sebenico incluso e tutte le isole prospicienti, il porto di Valona e l'isolotto di Saseno in Albania (occupati nel corso del conflitto). Il trattato prevedeva inoltre il diritto di chiedere aggiustamenti dei confini con i possedimenti franco-britannici in Africa.
Il trattato non accontentò nessuno. La Jugoslavia, infatti, rivendicava come propri quei territori che erano stati riconosciuti all'Italia; essa, a sua volta, mirava a occupare Fiume che le era stata negata. L'irredentismo nazionalista, rafforzatosi nel corso della guerra, andò su posizioni di aperta e radicale contestazione alle decisioni del governo; dopo l'abbandono della conferenza da parte dei delegati italiani, il mito della "vittoria mutilata" e le mire espansionistiche nell'Adriatico divennero i punti di forza del movimento. Presto raccolse le tensioni di una fascia sociale eterogenea, nella quale erano compresi pure gli Arditi, gli unici capaci di dare una svolta coraggiosa all'atteggiamento del governo. In molti ambienti si diffuse la convinzione, alimentata dai giornali e da alcuni intellettuali, che gli oltre 600 000 morti della guerra erano stati traditi, mandati inutilmente al macello, e che tre anni di sofferenze erano serviti solo a distruggere l'Impero asburgico ai confini d'Italia per costruirne uno nuovo e ancora più ostile.
Il 12 settembre 1919, una forza volontaria irregolare di nazionalisti ed ex combattenti italiani, guidata dal poeta D'Annunzio, occupò militarmente la città di Fiume e ne pretese l'annessione all'Italia. Il governo Nitti temporeggiò dinanzi quest'azione di forza e lasciò la scottante questione internazionale al quinto governo Giolitti, che riuscì a sbloccare la situazione: Giolitti raggiunse un accordo con gli jugoslavi e Fiume fu riconosciuta città indipendente. D'Annunzio e i suoi legionari furono costretti ad abbandonare la città solo dopo un intervento di forza nel dicembre 1920.

### Le vittime
Un conteggio delle vittime riportate dalle forze armate del Regno d'Italia nella prima guerra mondiale, comprensivo delle perdite su tutti i teatri in cui furono coinvolte le truppe italiane, fu realizzato dal demografo italiano Giorgio Mortara nel 1925 sulla base di dati ufficiali del governo, stimando un totale di 651 000 militari italiani caduti durante il conflitto così ripartiti: 378 000 uccisi in azione o morti per le ferite riportate, 186 000 morti di malattie e 87 000 invalidi deceduti durante il periodo compreso tra il 12 novembre 1918 e il 30 aprile 1920 a causa delle ferite riportate in guerra. Altre fonti innalzano questo totale fino a 689 000 militari morti per tutte le cause durante il conflitto, oltre a indicare una stima di circa 1 000 000 di feriti di cui 700 000 invalidi. A titolo di paragone, le vittime causate dalle tre guerre d'indipendenza italiane sono stimate in meno di 10 000 uomini in totale, mentre i caduti militari italiani nella seconda guerra mondiale sono stimati in poco più di 291 000 uomini. 
Le perdite militari totali (morti, feriti e dispersi presunti morti) riportate dagli austro-ungarici sul fronte italiano sono stimate in circa 650 000 uomini; un'altra stima arriva a circa 400 000 morti e 1 200 000 feriti. Le vittime totali tra i militari austro-ungarici nel corso del conflitto ammontano a circa 1 100 000 caduti su tutti i fronti. Le perdite riportate dagli Alleati sul fronte italiano ammontano a 1 024 morti e 5 073 feriti per i britannici, 480 morti e 2 302 feriti per i francesi, 3 morti e 5 feriti per gli statunitensi.
Il totale dei morti civili dell'Italia per ogni causa è stimato in circa 589 000 vittime, principalmente causate da malnutrizione e carenze alimentari, cui sommare altri 432 000 morti da imputare all'influenza spagnola esplosa verso la fine delle ostilità. Solo una frazione minima di tale cifra è stata provocata direttamente da azioni militari: 3 400, di cui 2 293 periti in attacchi contro navi, 958 in bombardamenti aerei e 147 in bombardamenti navali. Una stima delle vittime civili austro-ungariche durante tutto il conflitto ammonta a 467 000 morti "attribuibili alla guerra", principalmente causati da malnutrizione.

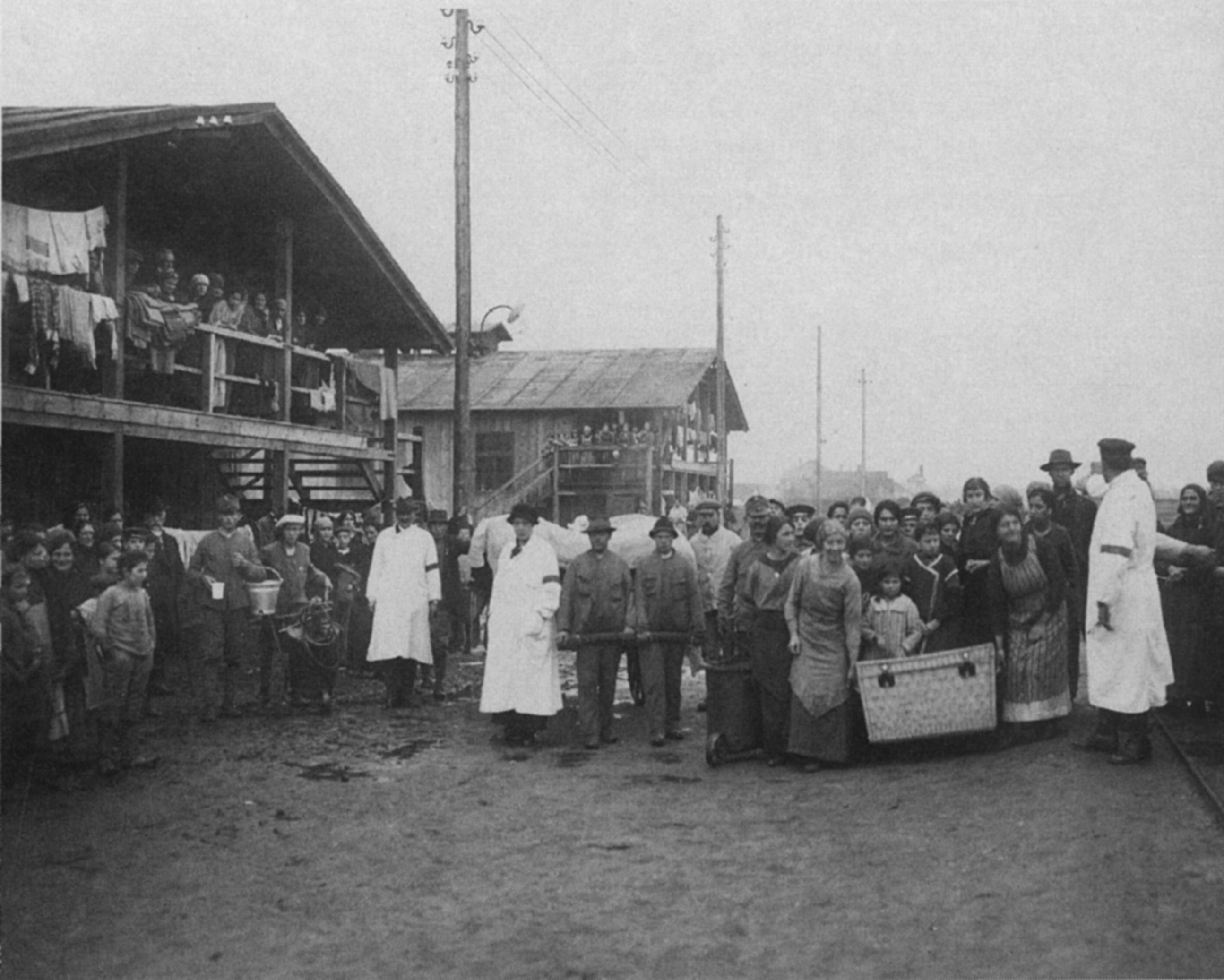
Civili evacuati dal litorale dalmata arrivano nel campo profughi di Wagna, in Austria

La guerra comportò anche vasti spostamenti di popolazione: circa 70 000 civili residenti in Friuli e nelle zone occupate dall'esercito italiano furono internati per questioni di sicurezza militare, spesso sulla base di accuse generiche o infondate, venendo trasferiti con la forza in altre regioni della penisola (gruppi furono inviati anche in Sardegna e Sicilia); il comando italiano decretò inoltre il trasferimento di tutti i civili che vivevano nelle zone vicino al fronte (40 000 persone solo nel primo anno di guerra), a cui si aggiunsero poi altri 80 000 sfollati fuggiti dall'altopiano di Asiago durante la Strafexpedition e 650 000 dal Friuli e dal Veneto dopo Caporetto. Allo stesso modo, le autorità austro-ungariche decretarono l'internamento dei cittadini italiani sorpresi all'interno dell'impero allo scoppio della guerra, oltre ai sospettati di spionaggio o di simpatia con il nemico: circa 15 000 civili furono internati, anche se solo 3 000, maschi in età di leva, furono trattenuti fino alla fine delle ostilità. Nei primi mesi di guerra fu dato avvio a una vasta evacuazione del Trentino e del Litorale austriaco, spostando fino a 230 000 civili nelle zone interne dell'Impero dove furono ospitati in una serie di campi di fortuna, in condizioni igieniche e di approvvigionamento viveri spesso molto precarie.
Gli episodi di atrocità nei confronti dei civili furono rari. A fine maggio 1915 il comando italiano di Villesse ordinò l'arresto dell'intera popolazione del villaggio e la fucilazione di sei civili sulla base di vaghi rapporti, che riferivano di spari contro le truppe italiane; una settimana dopo gli italiani rastrellarono tutta la popolazione maschile di una dozzina di villaggi tra Caporetto e Tolmino, accusati di spionaggio e di fornire ricovero ai disertori, e sottoposero gli ostaggi a decimazione fucilando sei civili tratti a sorte. Il Friuli occupato dagli austro-ungarici dopo Caporetto fu sottoposto a legge marziale, ma una commissione d'indagine italiana istituita dopo la guerra concluse che le sentenze capitali eseguite a danno di civili furono in definitiva molto poche; le forze imperiali eseguirono requisizioni su larga scala di viveri e bestiame, provocando una grave crisi alimentare che causò almeno 10 000 morti d'inedia tra la popolazione civile prima della fine del conflitto.